# Juan van der Hamen y León

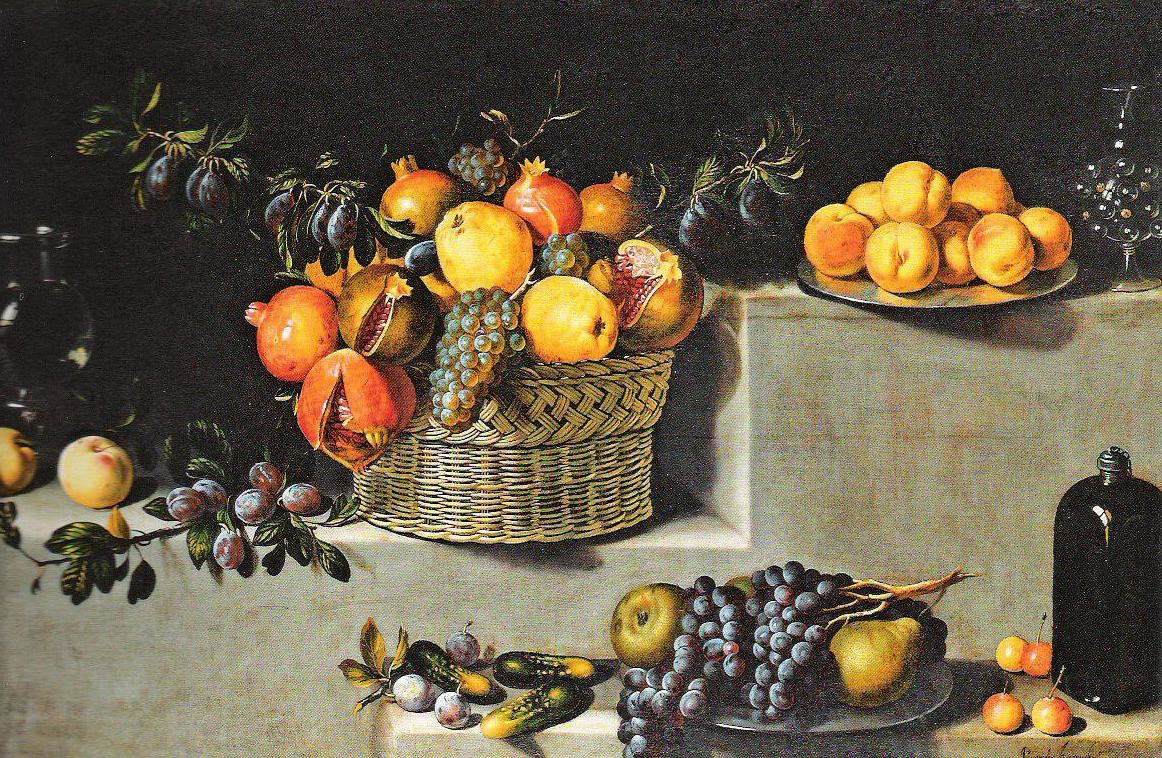
Juan van der Hamen y León, Stillleben mit Früchten und Glaswaren, 87,3 × 130,8 cm, Öl auf Leinwand, 1629, Williams College Museum of Art in Williamstown, Massachusetts

Juan van der Hamen y León (getauft 8. April 1596 in Madrid; † 28. März 1631 ebenda) war ein spanischer Maler des Barock, dessen Schaffen in die Zeit des Siglo de Oro fiel. Seine Familie hatte einen flämischen Hintergrund. Sein Vater und er dienten in der flämischen Garde der Bogenschützen des spanischen Königs. 1615 beendete er seine künstlerische Ausbildung, über die wenig bekannt ist, und eröffnete sein Atelier. Das Stillleben wurde früh sein künstlerisches und finanzielles Standbein. 1619 wurde er an den spanischen Hof berufen, wo er sich um Anerkennung als Porträt- und Historienmaler bemühte, um seine Chancen auf die Berufung als Hofmaler zu steigern. 1627 bewarb er sich erfolglos um diese Position. Juan van der Hamen starb bereits im Alter von 35 Jahren in einer Zeit, als er sich verschiedenen Gattungen der Malerei widmete und sich auch der autonomen Landschaftsmalerei zugewandt hatte.
Van der Hamen y León ist vor allem für seine Stillleben bekannt, hinter denen die weiteren Facetten seines Gesamtwerks zurücktreten. Tatsächlich war er bei seinen Zeitgenossen aber auch für seine Porträts und seine Historienmalerei anerkannt. In den 1620er-Jahren trug er maßgeblich dazu bei, das Stillleben als Kunstgattung am Madrider Hof und darüber hinaus zu popularisieren. Nach Sánchez Cotán hatte Juan van der Hamen y León einen maßgeblichen Einfluss auf dieses Genre in Spanien und bereicherte es um Stillleben mit Blumen und Girlanden sowie Allegorien und neue Kompositionsformen. Bereits in der zeitgenössischen Rezeption der barocken Kunst in Spanien wurde van der Hamen primär als Maler von Stillleben wahrgenommen, was sich in der Folgezeit noch verstärkte. Erst seit der Mitte des 20. Jahrhunderts rückten auch seine Porträts und Historiengemälde vermehrt in den Blick der Forschung.

## Leben

### Familiärer Hintergrund

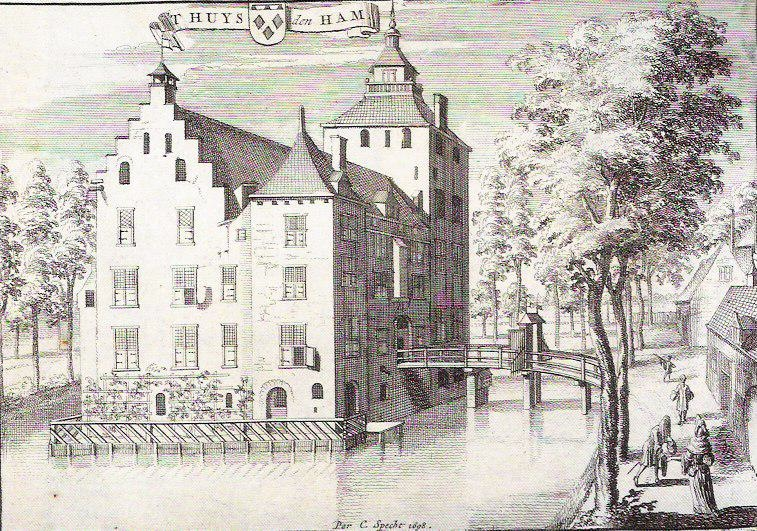
Caspar Specht, Stich des Wappens der van der Hamen und des Huis ten Hamme, 1698, Rijksarchief in Utrecht

Die Familie van der Hamen stammte ursprünglich aus den nördlichen Niederlanden bei Utrecht, ein Zweig von ihr hatte sich aber in Brüssel angesiedelt. Der Vater Juan van der Hamen y Leóns, Jehan van der Hamen, wurde in Brüssel geboren und diente König Philipp II. zwischen 1581 und 1583 als Soldat auf dessen Portugalfeldzug. Am 4. Juni 1586 beantragte er im Alter von etwa 25 Jahren in El Escorial, seine christliche Herkunft zu bestätigen, was bereits am folgenden Tag geschah. In der zweiten Hälfte des Jahres 1586 wurde er Angehöriger der flämischen Garde der Bogenschützen und somit ein Mitglied der Leibgarde des Königs, wozu ihn seine Herkunft aus niedrigem flämischen Adel legitimiert hatte. Kurz nach seiner Ankunft in Spanien heiratete Jehan van der Hamen mit Dorotea Whitman Gómez de León die Tochter eines weiteren königlichen Bogenschützen und erhielt mit dieser Heirat zudem Anbindung an eine spanische Familie von gleichem Rang. Das Ehepaar ließ sich in San Andrés, dem flämischen Viertel Madrids nieder. In der älteren Literatur zur spanischen Malerei wurde vermutet, dass bereits Jehan van der Hamen ein Maler war. Dafür lassen sich aber keine Beweise finden, seine Karriere in der flämischen Garde der Bogenschützen weist ihn eher als fähigen Soldaten aus.

### Kindheit und Ausbildung
Juan van der Hamen y León wurde am 8. April 1596 als dritter Sohn der van der Hamens getauft. Seine Brüder Pedro und Lorenzo machten später ebenfalls am Hof von Philipp III. Karriere. Trotz seiner Abstammung wurde Juan van der Hamen y León von seinen Zeitgenossen vermutlich als Spanier angesehen. Zwischen 1601 und 1606 verbrachte Jehan van der Hamen mit seiner Familie die meiste Zeit am Hof in Valladolid. 1612, als Juan van der Hamen 16 Jahre alt war, verstarb sein Vater.
Über die Jugend und Ausbildung von Juan van der Hamen y León existieren kaum Informationen. Frühe Biographien nahmen an, dass er erst flämisch geschult worden war und dann spanische Elemente in seiner Malerei adaptierte, und orientierten sich dabei vor allem an seinem Namen als Indiz. Tatsächlich weisen seine frühen Werke Juan van der Hamen eher als an italienischer Kunst geschulten Maler aus, was der historischen Situation in Spanien dieser Zeit entspricht, wo etwa unter Philipp II. italienische Künstler an der Ausgestaltung des Real Sitio de San Lorenzo de El Escorial mitgewirkt hatten. Viele spanische Künstler reisten auch nach Italien, eine solche Reise ist für Juan van der Hamen jedoch nicht belegt. Als sicher gilt, dass er seine Ausbildung in Madrid erhielt. Es liegt nahe, dass er von Malern lernte, die am Hof arbeiteten und auch Erfahrungen im Ausland gemacht hatten. Es gibt jedoch keine Hinweise, wer genau Juan van der Hamen unterrichtet und geschult hat. Es könnten führende Künstlerpersönlichkeiten wie Vicente Carducho, Eugenio Cajés oder der ebenfalls den flämischen Bogenschützen angehörende Felipe Diricksen gewesen sein, worauf seine Meisterschaft im Stil der Madrider Schule hindeutet. Aufgrund der mangelhaften Quellenlage lässt sich eine solche Zuordnung aber nicht belegen. In der Folge schulte er sich zudem wohl selbst an Sánchez Cotán. 1615 schloss er wahrscheinlich seine Ausbildung ab.

### Beginn der Karriere und Berufung an den Hof
Am 6. März 1615 beantragte Juan van der Hamen y León beim Generalvikar von Madrid die Erlaubnis zur Heirat der 17 Jahre alten Eugenia de Herrera Barnuevo. Einer der drei Charakterzeugen war der Maler Francisco de Herrera, der möglicherweise mit der Braut verwandt war. Juan van der Hamen beantragte die sofortige Heirat ohne vorherige Wartezeit, da er für einen wichtigen, aber nicht mehr nachvollziehbaren Anlass Madrid verlassen musste. Die Hochzeit mit Eugenia de Herrera Barnuevo wurde von van der Hamens Familie abgelehnt, die auf eine bessere Partie hoffte. Trotz dieser Widerstände heiratete er bereits am 7. März. Direkt nach der Hochzeit verließ Juan van der Hamen Madrid aus geschäftlichen Gründen, was nahelegt, dass er einen Auftrag erhalten hat oder einem etablierten Maler bei einem solchen assistierte. Die genaue Länge seiner Abwesenheit von Madrid ist nicht bekannt, am 23. Mai 1616 wurde jedoch sein Sohn Francisco getauft.
Zwischen 1615 und 1620 baute Juan van der Hamen y León sein Atelier auf. Er arbeitete zwar für Auftraggeber, verkaufte jedoch auch Bilder frei. In seinem Atelier beschäftigte er weitere Maler als Assistenten, von denen er qualitativ schwächere Bilder unter seinem Namen vertrieb. In diesen Jahren begann er auch die Stilllebenmalerei, es können jedoch keine Werke zugeordnet werden. Er muss jedoch bereits seine Kompositionen entwickelt und sich auf bestimmte Objekte spezialisiert haben, was dann in den bekannten Werken ab 1621 seinen Ausdruck fand. In diesen Jahren wechselte die junge Familie mehrmals den Wohnort innerhalb von Madrid. Sie lebte erst in San Ginés, dann in kurzer Folge in Santiago und Santa Cruz. Die Bindung von Juan van der Hamen an San Andrés, das flämische Viertel, löste sich nach seiner Hochzeit, die Mehrheit der Freunde des Paares waren Spanier.
1619 wurde Juan van der Hamen y León im Alter von 23 Jahren an den spanischen Hof nach Madrid berufen. In dieser Zeit wandte er sich vermehrt dem Stillleben zu. Am Hof begegnete van der Hamen wahrscheinlich dem Italiener Giovanni Battista Crescenzi, einem Architekten und Förderer der naturalistischen Malerei, der den spanischen König Philipp III. für Stillleben begeisterte. Auf seinen Einfluss waren wahrscheinlich der Erwerb eines solchen von Juan Sánchez Cotán 1618 und auch die Berufung van der Hamens mitbegründet. Er besaß auch selbst einige Stillleben Juan van der Hamens. Bereits für das Jahr der Berufung an den Hof ist der erste Kauf eines seiner Obststillleben durch den König belegt, das fünf Stillleben Cotáns komplettieren sollte, die der König aus dem Nachlass von Kardinal Bernardo de Sandoval y Rojas 1519 für das Jagdschloss El Pardo erworben hatte. Der mit der Ausgestaltung des Schlosses betraute Architekt Juan Gómez de Mora war über die gesamte Schaffenszeit van der Hamens diesem verbunden und erwarb Bilder von ihm. Van der Hamen fertigte von ihm zudem ein Porträt an, das neben dem von König Philipp III. zu seinen wertvollsten Werken gehörte.

### Etablierung als Künstler und am Hof

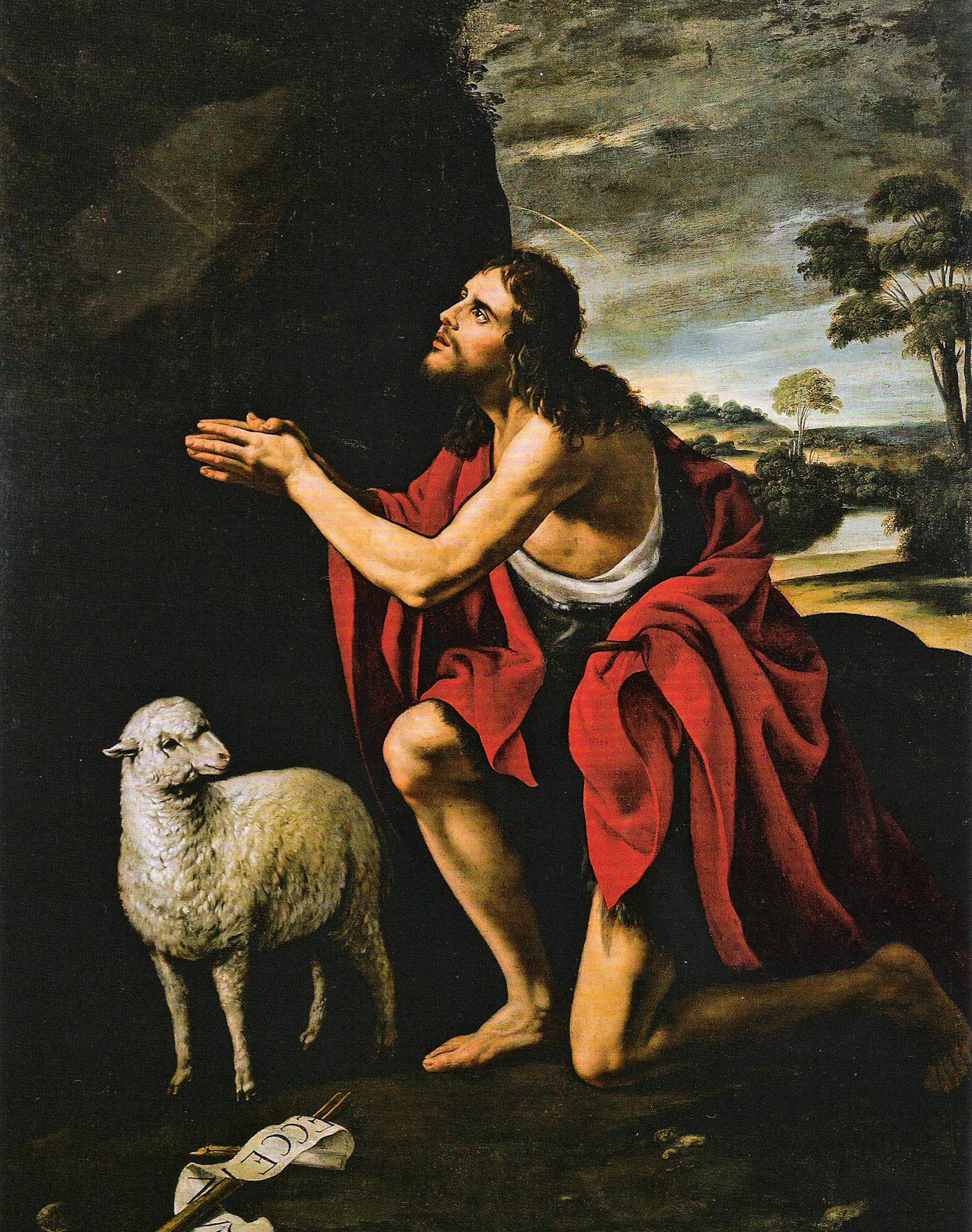
Juan van der Hamen y León, Johannes der Täufer beim Gebet, 184 × 143,5 cm, Öl auf Leinwand, 1620–1622, Privatsammlung in Madrid

In der Folge wurde Juan van der Hamen y León der erste bedeutende Maler in Spanien, der auf das Stillleben als kommerzielles Standbein setzte und es als eine ernstzunehmende künstlerische Herausforderung betrachtete. Diese Ausrichtung seines Wirkens zeigte auch die Kenntnis der Entwicklung des Kunstmarktes in anderen Teilen Europas, in denen in den ersten zwei Jahrzehnten des 17. Jahrhunderts das Stillleben eine aufstrebende Gattung der Malerei war. Trotz dieser Aufgeschlossenheit gegenüber dem Stillleben wollte Juan van der Hamen nicht auf dieses festgelegt werden und strebte eine Position als anerkannter Historien- und Porträtmaler an, die ihm eine Perspektive auf die Berufung als offizieller Hofmaler eröffnet hätte. Einer seiner ersten Aufträge für Gemälde mit einer religiösen Thematik kam von der reichen Kartause El Paular in Rascafría bei Segovia und wird auf etwa 1619/1620 datiert. Ob van der Hamen darüber hinaus religiöse Aufträge hatte, ist nicht bekannt. Er malte jedoch weitere Bilder mit religiöser Thematik wie San Isidro und Johannes der Täufer beim Gebet, die beide in den Jahren 1620 bis 1622 entstanden. Ins Jahr 1621 datieren die ersten Stillleben, die Juan van der Hamen signiert und datiert hat und die heute noch bekannt sind.
Nach dem Tod seines Vaters wurde Philipp IV. am 2. Mai 1621 zum König ausgerufen. Unter dem neuen König schien Juan van der Hamen als junger Künstler gute Aufstiegschancen zu haben. Er bemühte sich um die Aufnahme in die flämische Garde der Bogenschützen. Im April 1621 erreichte er das für die Aufnahme nötige Alter von 25 Jahren, es gab jedoch keine vakante Stelle. Am 1. Januar 1622 trat van der Hamen die Nachfolge von Gaspar de Mollegien an, der aber wieder in den Dienst eintrat, so dass er die Position wieder verlor. Am 25. September 1622 bewarb er sich mit Verweis auf seine Familientradition um die nächste freie Stelle in der Garde und wurde im Januar 1623 aufgenommen. Somit gehörte Juan van der Hamen der Leibgarde des jungen Königs an. Dies ermöglichte ihm freien Zugang zum Palast, was sich in der Rezeption des höfischen Flairs in seinen Gemälden ausdrückte. Im ersten Jahr in seiner neuen Position entstanden nur wenige der heute bekannten Gemälde, was darauf zurückgeführt wird, dass die Garde infolge des sechs Monate dauernden Besuchs des Prince of Wales Charles Stuart besonders gefordert war.
1622 wurde die erste Tochter van der Hamens, María, geboren. Zu dieser Zeit lebte er im Viertel Santiago, wo die Familie zur Miete bei dem Silberschmied Juan de Espinosa nahe dem Palacio Real wohnte. In den ersten beiden Jahren der Regentschaft von Philipp IV. widmete sich Juan van der Hamen y León besonders dem Stillleben und schuf Werke, die die spanische Malerei weitergehend prägten. Sie trugen zu seinem Ruhm und zu seiner finanziellen Sicherheit bei, auch wenn er sich bewusst nicht auf Stillleben beschränkt hatte. So begann er 1622 mit der Porträtmalerei, die ein Standbein seiner Ambitionen am Hof war. Neben Auftragsarbeiten von Aristokraten und Höflingen malte er die Serie los ingenios literaros. Diese über 20 Gemälde umfassende Serie belegte den Bezug zu verschiedenen Literaten, der über seinen Bruder Lorenzo zustande kam, der mit Lope de Vega zusammengearbeitet hatte. Diese Serie bedeutete für van der Hamen zum einen künstlerische Reputation, zum anderen priesen die Porträtierten seine Fertigkeiten. Mitte der 1620er-Jahre war Juan van der Hamen somit ein erfolgreicher und etablierter Künstler. Am 26. Oktober 1624 akzeptierte er mit Antonio Ponce (1608–1677) seinen einzigen bekannten Schüler, dessen Vertrag über drei Ausbildungsjahre überliefert ist. Ab 1628, nachdem er seine Lehre abgeschlossen hatte, war Ponce durch die Hochzeit mit van der Hamens Nichte Francisca de Alfaro sogar mit diesem verwandt. Er übernahm den Pinselduktus seines Lehrers bei der Darstellung von Objekten, modellierte aber Pflanzen oftmals übertrieben aus und verlieh ihnen damit eine harte Erscheinung.

### Streben nach größerer Anerkennung am Hof
Die Familie Juan van der Hamens hatte ein gutes Auskommen, das aus seiner Position am Hof resultierte. Als Mitglied der Garde der Bogenschützen erhielt Juan van der Hamen 159 Reales im Monat, zudem erhielt er die Unterkunft finanziert, kostenlose medizinische Versorgung, Brotrationen und eine Pension. Mit diesen Vergünstigungen war er besser gestellt als die Hofmaler bis Velázquez, während ihr Grundeinkommen auf demselben Niveau lag. Am 29. Juni 1623 wurde die zweite Tochter Ana María getauft, sie verstarb jedoch kurze Zeit später.
1625 zog die Familie zur verwitweten Schwägerin, die ebenfalls im Viertel Santiago wohnte, wo Juan van der Hamen bis zu seinem Tod lebte. Kurz zuvor malte er einige Bilder für das Kloster Trinitarios Calzados in Madrid, dessen Errichtung kurz vor Ende der Regentschaft Philipp II. begann. Welche Bilder Juan van der Hamen malte, ist nicht mehr bekannt, jedoch hingen sie mit solchen zusammen, die Eugenio Cajés, ein hochgeachteter Maler am Hof, gemalt hatte. Dieser Auftrag überschnitt sich möglicherweise mit seinen Arbeiten für das Real Monasterio de la Encarnación, für das Juan van der Hamen eine Bilderserie anfertigte, die in das Jahr 1625 datiert. Sein wichtigstes Werk für dieses Kloster war Die Anbetung des apokalyptischen Lamms, das in der von der Condesa de Miranda gestifteten Kapelle angebracht wurde. Während Juan van der Hamen diesen Auftrag bearbeitete, lernte er wahrscheinlich den Kunsttheoretiker Francisco Pacheco del Río kennen. Dieser hielt später fest, dass van der Hamen über seinen Ruhm als Stilllebenmaler und die damit verbundene geringere Beachtung für seine anderen Werke nicht erfreut war. Er hat diese Beurteilung wohl vor allem als konträr zu seinen Bemühungen, sich am Hof weiter zu etablieren, aufgefasst. Dennoch wurden auch seine Porträts zu dieser Zeit geschätzt.
Einer der größten Förderer von Juan van der Hamen am Hof war Jean de Croÿ, der Comte de Solre und Kapitän der königlichen Garde der Bogenschützen. Er besaß Gärten, in denen van der Hamen die Pflanzen studieren konnte, und sammelte Gemälde. Dabei war er neuen Genres wie der Landschaftsmalerei und dem Stillleben aufgeschlossen. Zwar sind nur wenige Gemälde genau zuzuordnen, aber es gilt als sicher, dass der Comte de Solre eine größere Zahl von Werken Juan van der Hamens besaß, darunter wahrscheinlich auch Landschaften, denen sich van der Hamen zum Ende seines Lebens hin zugewandt hatte. Ein weiterer Förderer war Diego Mexía Felípez de Guzmán, der Marqués de Leganés, der wohl die größte Sammlung von Werken van der Hamens besaß, unter ihnen einige seiner besten Gemälde. Zwar gibt es keine Aufzeichnungen zu den Käufen und der Beziehung zwischen Maler und Förderer, aber in Anbetracht des Umfangs der Sammlung ist eine engere Verbindung beider anzunehmen. Dies ist auch deshalb bedeutend, weil der Marqués ein einflussreicher Mäzen war, der sogar den König beriet, und somit für van der Hamens weiteren Aufstieg förderlich schien.
Zwischen Diego Velázquez und Juan van der Hamen bestand am Hof ein rivalisierendes Verhältnis. Während Velázquez vor allem von Pacheco unterstützt wurde, schien etwa Kardinal Francesco Barberini während seines Spanienaufenthaltes 1626 van der Hamen zu unterstützen. Er ließ von beiden Malern Porträts anfertigen und bevorzugte, wie durch Cassiano dal Pozzo dokumentiert ist, das Werk von van der Hamen. Zudem erhielt Juan van der Hamen y León Unterstützung von Juan Gómez de Mora, der in der königlichen Verwaltung arbeitete und dem Maler bereits seit dessen erstem Auftrag am Hof 1619 verbunden war. Zwar hatte Velázquez laut Pacheco das Vorrecht, als einziger den König und seine Königin zu porträtieren, aber auch van der Hamen fertigte solche Porträts nach den Gemälden seines Konkurrenten an. Juan van der Hamen bemühte sich 1627 vergeblich um die Position des Hofmalers, nachdem Bartolomé González verstorben und somit eine der vier offiziellen Hofmaler-Positionen frei geworden war. Er schrieb sich am 5. November 1627 für den Wettbewerb ein, an dem noch elf weitere Maler teilnahmen und dessen Richter die drei Hofmaler Velázquez, Carducho und Cajés waren. Als Sieger ging Antonio de Lanchardes hervor, der die Position aber aufgrund von finanziellen Problemen des Königs nicht antreten konnte. Van der Hamen erhielt die Position wahrscheinlich nicht, weil er vor allem für seine Stillleben bekannt war. Jedoch ist es auch möglich, nachdem er zuvor größeren Ruhm als Porträtist erlangte und in dem Gebiet Velázquez hätte gefährlich werden können, dass taktische Gründe für seine Nichtberücksichtigung vorlagen.

### Letzte Lebensjahre und Tod
Infolge der Präsenz von Peter Paul Rubens am spanischen Hof in den Jahren 1628 und 1629 steigerte sich dort die Popularität flämischer Malerei. In diesem wechselnden Klima konnte sich vor allem Velázquez behaupten, aber auch Juan van der Hamen gelang es, königliche Aufträge zu erhalten. So malte er zwei Gemälde für die Dekoration des Appartements des Königs in dessen Sommerresidenz. Im großen Vorraum des königlichen Schlafzimmers befanden sich neben flämischen Bildern zwei Gemälde van der Hamens. Es waren die einzigen spanischen in diesem Raum. Dieser Auftrag wurde wahrscheinlich auch von Juan Gómez de Mora vermittelt. Insgesamt konnte van der Hamen drei Gemälde an den König verkaufen, für die insgesamt ein Kaufpreis von 3000 Reales in den Dokumenten verzeichnet ist. Eines der Bilder war Junge, eine Fruchtschale tragend, das mit 1100 Reales genauso viel erlöste wie Das Mahl des Bacchus von Velázquez, sein erstes vom König erworbenes Historiengemälde. Dies legt nahe, dass van der Hamen und Velázquez von ihren Zeitgenossen als viel ebenbürtiger eingeordnet wurden, als sie im Rückblick erscheinen.
Ab 1628 wandte sich Juan van der Hamen neuen Bildformen zu. So führte er das Motiv der Blumengirlande in die spanische Malerei ein und war einer der ersten Spanier, der autonome Blumenstillleben und Landschaften malte. Und auch über das Motiv hinaus kam es zu Innovationen in van der Hamens Malerei. So kamen als Malgründe nun auch Kupferplatten und Holztafeln zum Einsatz, zudem malte er auch achteckige und runde Formate. Er arbeitete aber ebenfalls weiter im höfischen Umfeld. So fertigte er das Gemälde Die Jungfrau Maria präsentiert das Jesuskind dem Heiligen Franziskus, das der Kunstschriftsteller Antonio Palomino de Castro y Velasco fast ein Jahrhundert später als seiner Zeit voraus beschrieb, für das Real Monasterio de San Gil. In den späten 1620er-Jahren malte van der Hamen nicht nur für den König, sondern auch für dessen Bruder Kardinalinfant Ferdinand, den Erzbischof von Toledo. Dieser war 1630 und 1631 Patron des Convento de Santa Isabel de los Reyes und gab wahrscheinlich das Gemälde Die Jungfrau erscheint dem Heiligen Franziskus bei Juan van der Hamen in Auftrag. Zudem arbeitete van der Hamen an Werken für die Galería del Infante, konnte diese Arbeiten für den Kardinalinfant wegen seines Todes aber nicht fertigstellen. Die vier Gemälde, die er für diesen Auftrag angefertigt hatte, waren insgesamt 100.980 Maravedís (rund 290 Dukaten) wert.
In den ersten drei Monaten des Jahres 1631 war Juan van der Hamen künstlerisch sehr aktiv. Er verkaufte Werke und arbeitete an weiteren, wie die größere Zahl von unvollendeten Werken im Nachlass nahelegt. Am 3. Februar nahm er den Auftrag an, das Inventar eines Erbes zu erstellen, konnte dies aber nicht mehr ausführen. Am 28. März 1631 verstarb Juan van der Hamen y León unerwartet. Die Todesursache und eine mögliche Erkrankung sind nicht bekannt, er hatte keine Zeit mehr, einen letzten Willen zu verfassen, zu beichten und die letzte Ölung zu erhalten. Am 4. April gab die Witwe Eugenia de Herrera die Erstellung eines Inventars des Besitzes ihres Ehemanns in Auftrag. Die Erstellung dauerte mehrere Monate. Es umfasste Gemälde, Gipsmodelle, Waffen, Möbelstücke, Tapisserien, Bücher, Gold, Silber und Schmuck. Das Atelier umfasste 150 Gemälde, von denen nur ein geringer Teil Stillleben waren. Es umfasste zudem 900 Stiche, die wahrscheinlich als Vorlagen dienten. Die Interessen der minderjährigen Kinder nahm Alonso Pérez de Montalban wahr.

## Werk

### Stillleben
Es sind rund 70 Stillleben Juan van der Hamen y Leóns bekannt, von denen etwa die Hälfte in den Jahren 1621 und 1622 entstand. Die ersten datierten Werke verweisen auf das Jahr 1621, jedoch muss van der Hamen schon zuvor solche Gemälde angefertigt haben, da er bereits die für ihn typische Kompositionsstruktur und Bildelemente verwendete. Neben klassischen Stillleben malte van der Hamen auch Mischformen wie etwa Gemälde mit Elementen des Stilllebens, deren Hauptaugenmerk jedoch auf der allegorischen Darstellung lag, oder Blumengirlanden, die ein anderes Motiv umschlossen. Besonders letzte waren in Spanien eine Innovation Juan van der Hamen y Leóns, der die Möglichkeiten dieser Bildform auslotete.
Juan van der Hamen y León brachte zwei neue Kompositionsformen in die spanische Stilllebenmalerei ein: das symmetrische Kompositionsprinzip und die dreistufige Komposition. Beide gingen auf antike Vorbilder zurück, die er durch den italienischen Kunst- und Antikensammler Cassiano dal Pozzo oder Giovanni Battista Crescenzi kennen gelernt haben könnte. Insgesamt folgte Juan van der Hamen in diesem Genre nicht so sehr Juan Sánchez Cotán nach, sondern rezipierte Stilllebenmaler aus anderen Teilen Europas und verfolgte mit der Entscheidung für dieses Genre auch stärker kommerzielle Interessen. Er kannte Stillleben aus Italien, Flandern und den Niederlanden, die sich in spanischen Sammlungen befanden, und wandte sich deren sehr gegenständlich fokussierten Darstellungsweise zu, die im Gegensatz zu Velázquez mit seinen moralisierenden und anekdotischen Bildern, die auch Menschen zeigten, stand.

#### Frühe Stillleben

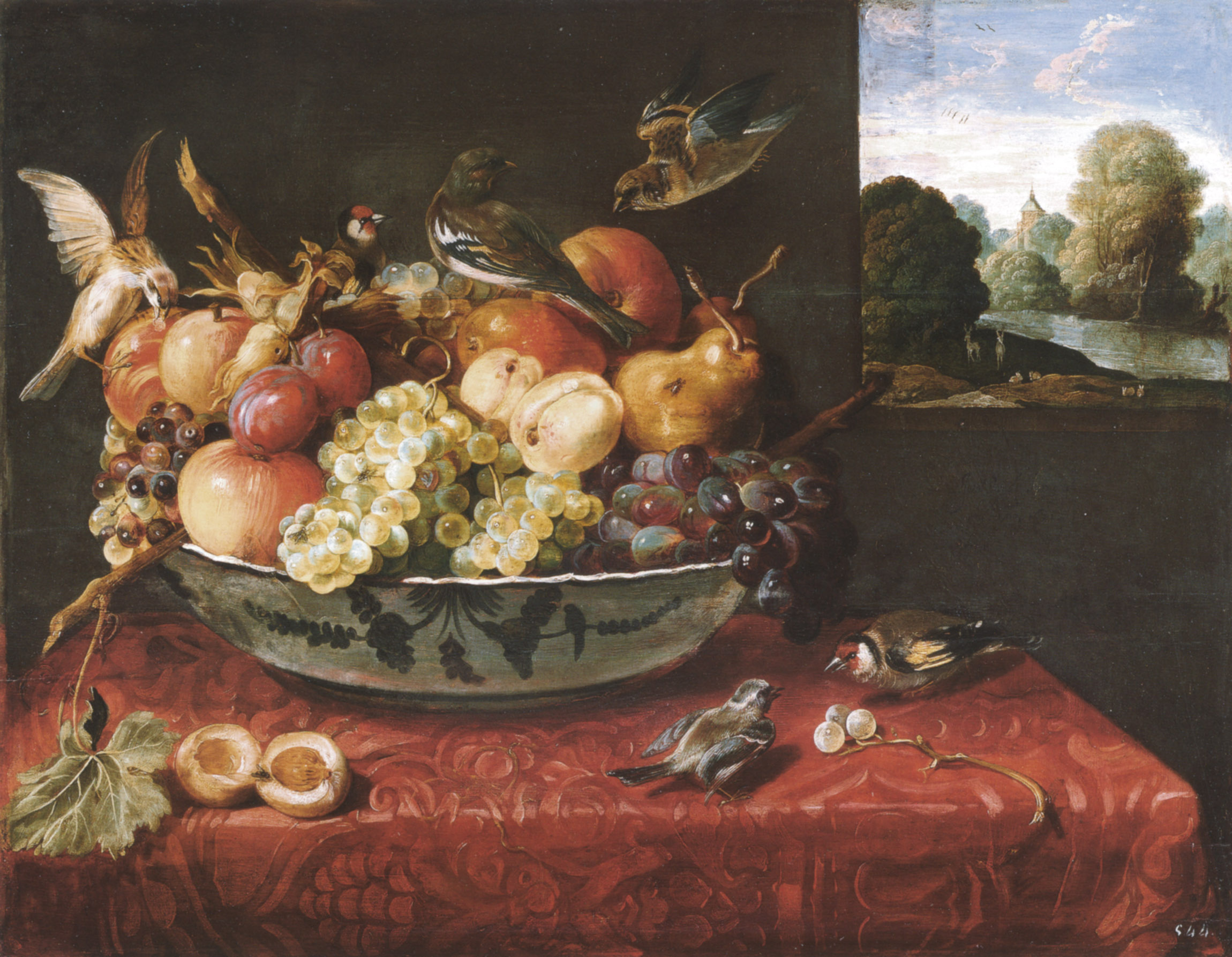
Juan van der Hamen y León, Stillleben mit Obstschale, Vögeln und Fensterausblick, 56 × 74 cm, Öl auf Holz, 1621, Real Sitio de San Lorenzo de El Escorial

Das erste bekannte Stillleben Juan van der Hamen y Leóns ist laut dem Kunsthistoriker Felix Scheffler das Bild Stillleben mit Obstschale, Vögeln und Fensterausblick aus dem Jahr 1621, das mit einem gleichnamigen Gemälde aus dem Jahr 1623 ein Bildpaar bildete. Es handelte sich um eine freie Kopie eines Stilllebens mit dem gleichen Titel des flämischen Malers Frans Snyders. Van der Hamen rezipierte Snyders auch in weiteren Motiven. So bezog sich das wahrscheinlich von seiner Werkstatt vollendete Bild Stillleben mit Früchten und Süßigkeiten mit Affen auf das Gemälde Früchte, Affe und Vogel von Snyders. Dabei sind die Affen nicht kopiert, jedoch ihre schelmische Abbildung dem Flamen entlehnt. In weiteren Stillleben verwendete Juan van der Hamen wiederum Motive von Snyders, löste sich jedoch gleichzeitig stärker von dessen Vorbild, indem er beispielsweise die chinesische Porzellanschale aus dem erwähnten Stillleben mit Obstschale, Vögeln und Fensterausblick durch einen geflochtenen Weidenkorb ersetzte und neben dem Schalenarrangement von Sanchez Cotán inspirierte hängende Früchte zeigte. 1622 fertigte er das hochformatige Gemälde Stillleben mit hängender Traube und Stieglitz an, das mit dem dunklen, undifferenzierten Bildhintergrund, den ohne sichtbarer Befestigung hängenden Früchten und der kantigen Steinablage deutlich auf typische spanische Stilllebenelemente in der Tradition Cotáns zurückgriff.

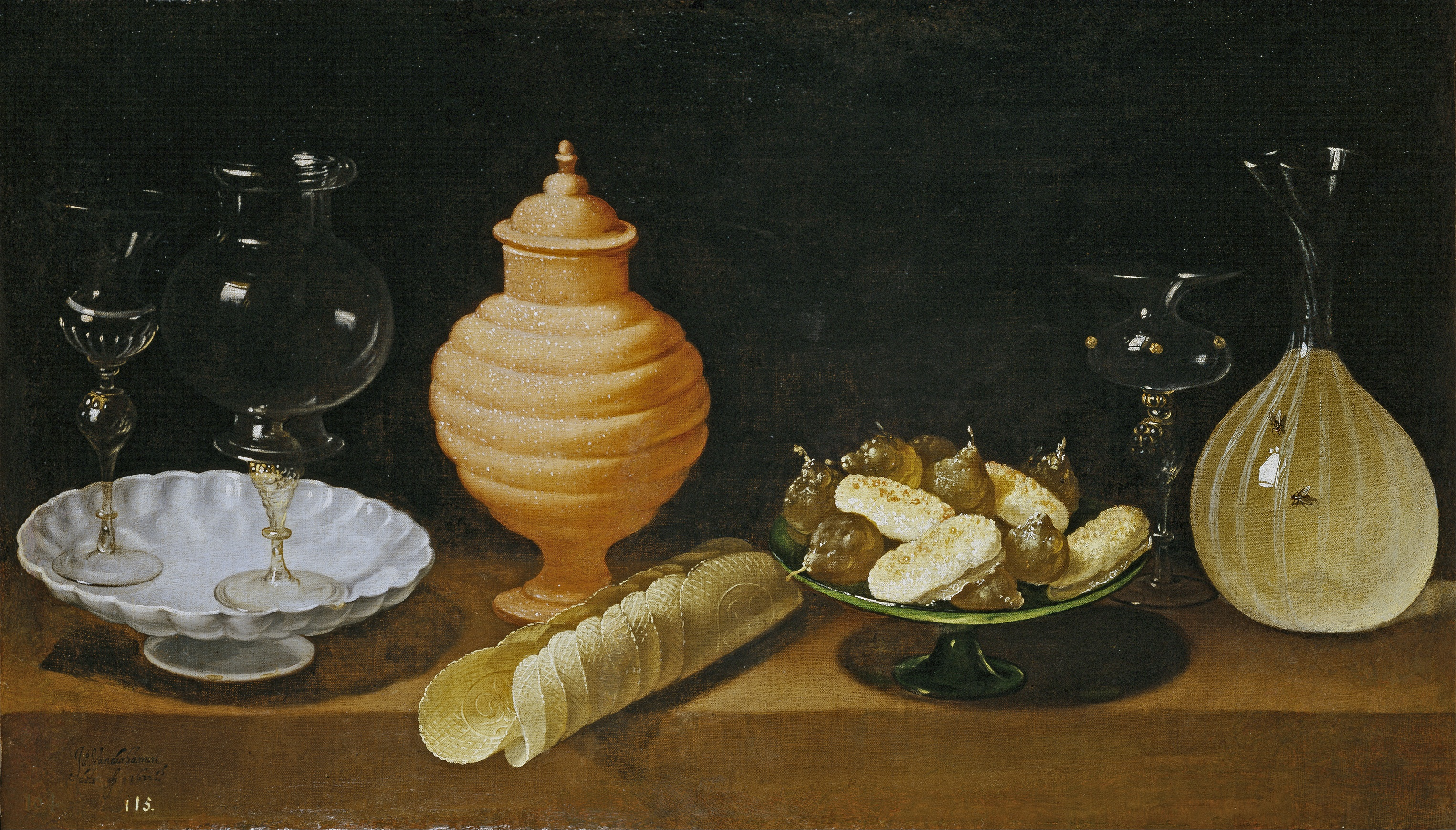
Juan van der Hamen y León, Stillleben mit Süßigkeiten und Glasware, 52 × 88 cm, Öl auf Leinwand, 1622, Museo del Prado in Madrid

Er ging aber darüber hinaus und entwickelte seinen eigenen Stil, den er den höfischen Gegebenheiten angepasst hatte. Zwar malte er meist Früchte, Gemüse und Wild, jedoch verlieh er den Bildern darüber hinaus den Anschein von Luxus wie etwa über die Darstellung von Glaswaren. Er zeigte auch Keramik aus Talavera de la Reina, mexikanische Keramik, chinesisches Porzellan und Tafelsilber. Van der Hamen führte zudem die zuckerveredelte Ernährungskultur als Sujet in die spanische Malerei ein. Dabei löste er sich auch von der bloßen Darstellung der Früchte und anderer Waren in ihrem Naturzustand und zeigte sie etwa eingemacht und konserviert, denaturiert und nur über die Verpackung identifizierbar. Im Stillleben mit turrones aus dem Jahr 1622 entschied sich Juan van der Hamen gegen eine bildparallele Anordnung der Objekte und positionierte ein Glas und eine Schale auf einer Spanschachtel, die Fruchtgelee enthielt, um den Bildraum besser auszunutzen. Damit griff er bereits seinen dreistufigen Kompositionen späterer Jahre vor. Zudem dominieren das Bild ungewöhnlich viele eckige Formen.

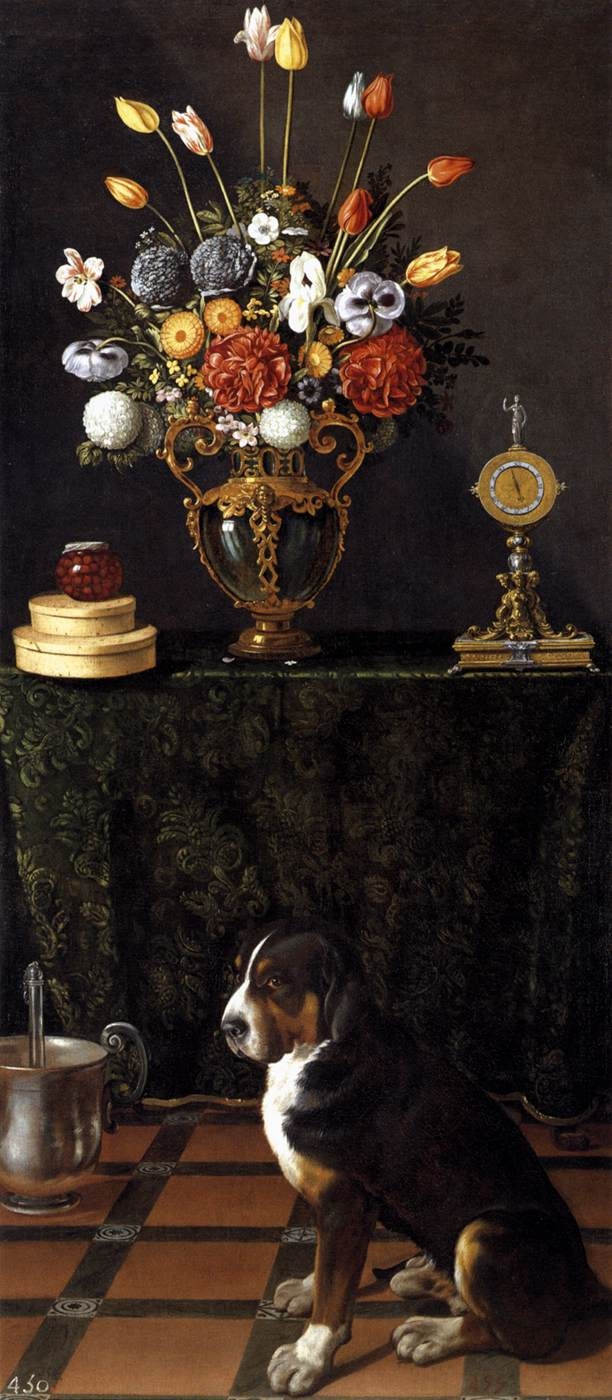
Juan van der Hamen y León, Stillleben mit Blumenvase und Hund, 228,5 × 100,5 cm, Öl auf Leinwand, um 1625, Museo del Prado in Madrid

Van der Hamen entwickelte Kompositionsprinzipien, die er in leicht abgewandelter Form oft wiederholte. Das erste ist das Prinzip von Körben, Schachteln und Gläsern mit Süßigkeiten, das zweite arrangierte sich um eine große, grüne venezianische Glasschale und das dritte ist die Komposition mit Körben voller Erbsen und Kirschen. Ein Beispiel für die Komposition mit der symmetrischen Dreiteilung um die venezianische Glasschale mit Faunskopf ist das Bild Stillleben mit Obstschale und hängenden Trauben aus dem Jahr 1622. Der Einfluss deutscher oder niederländischer Vorbilder war bei diesen Bildern deutlich geringer als der antiker Vorbilder, deren Anklänge in der Forschung nachgewiesen wurden.
Zwei Gemälde Juan van der Hamens, die aus der spanischen Stilllebenproduktion herausragen, sind das Stilllebenpaar mit Blumenvasen, Hund und ballspielenden Welpen aus der Mitte der 1620er-Jahre. Sie waren eine Auftragsarbeit für Jean de Croÿ, Hauptmann der Leibwache des spanischen Königs, und rahmten eine Türöffnung oder waren sogar auf den Türflügeln angebracht. Konzeptuell handelte es sich um trampantojos, Trompe-l’œils, die den katalanischen Kachelboden in das Bild hinein fortsetzten. Die Komposition folgt dem dreiteiligen symmetrischen Aufbau, der für viele Werke Juan van der Hamens typisch ist, ist in dem Fall jedoch durch die Höhe der Sträuße monumental übersteigert, welche die rahmenden Spanschachteln, Zuckerwerk, französische Tischuhr und venezianischen Gläser deutlich dominieren. Die Hundebildnisse in der unteren Bildhälfte existieren autonom von den Tischstillleben. Die Schweizer Sennenhunde stellen die Gemälde direkt in einen höfischen Kontext, da solche Hundebildnisse normalerweise in Porträts von Adeligen gezeigt wurden. Die beiden ausgreifenden Sträuße stellten frühe Beispiele flämisch inspirierter Blumenmalerei in Spanien dar. Die Blumen sind nicht nach der Natur gemalt, sondern entstammen verschiedenen Blütezeiten und sind frei nach Farb- und Formkontrasten und Bildfüllung komponiert worden, weshalb die Sträuße auch eigentlich zu groß für die Vasenöffnungen sind. Einzelne Blüten wie etwa die Sonnenblume verweisen in ihrer detailgenauen Ausführung auch auf eigene Naturstudien.

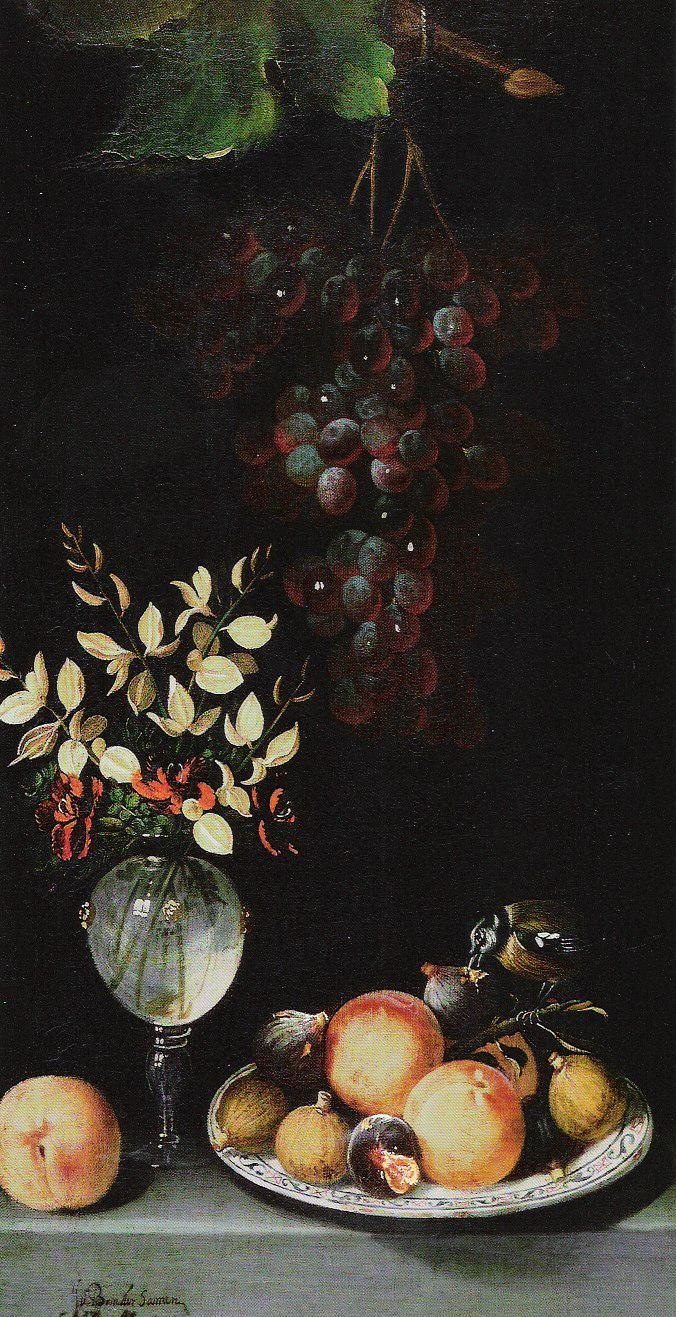
Juan van der Hamen y León, Fruchtteller, hängende Trauben und Blumenvase, 78 × 41 cm, Öl auf Leinwand, 1622, Museo de la Real Academia de Bellas Artes de San Fernando in Madrid
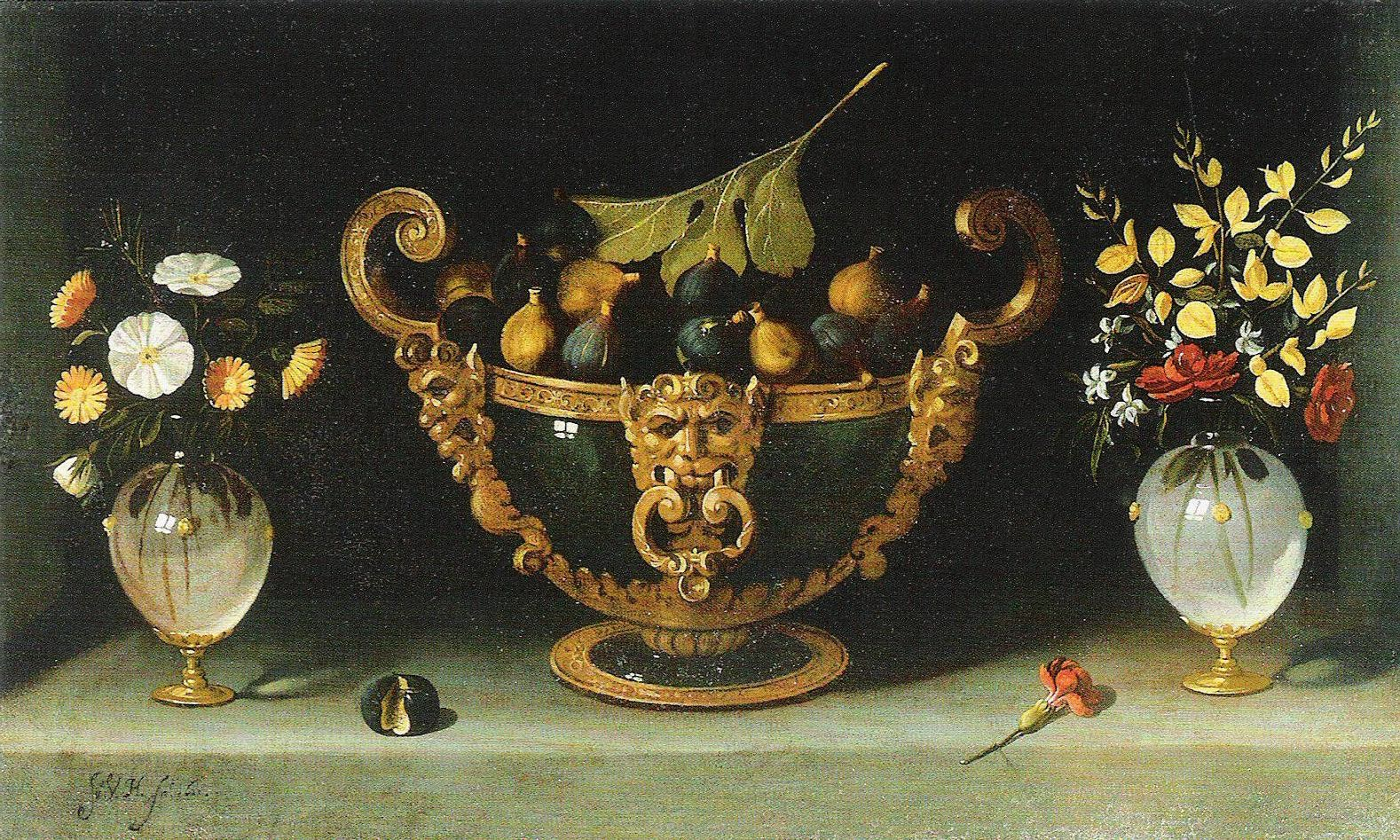
Juan van der Hamen y León, Große Fruchtschale mit Feigen und Blumenvasen, 57 × 95 cm, Öl auf Leinwand, 1623, Privatsammlung
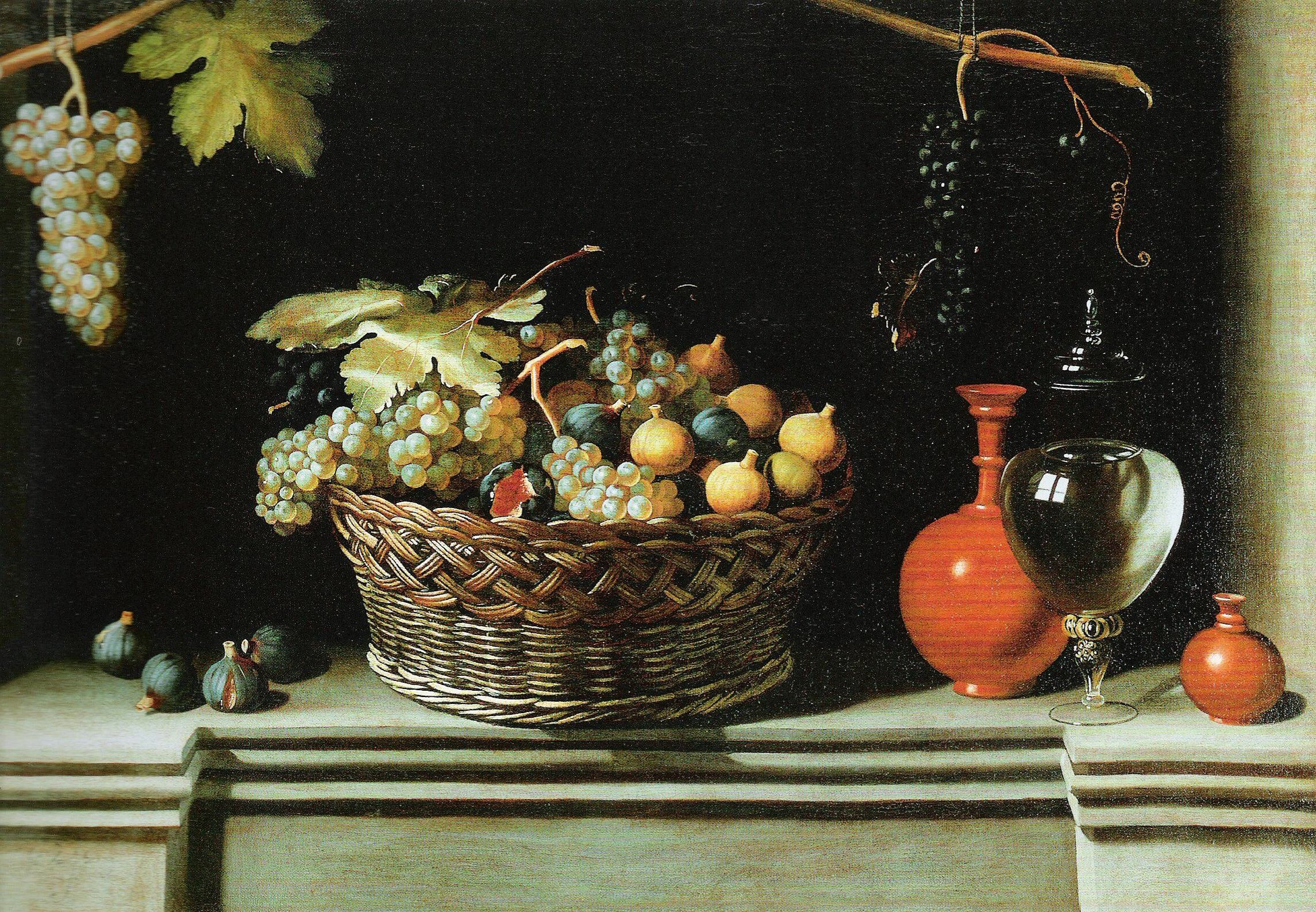
Juan van der Hamen y León, Fruchtkorb mit hängenden Trauben und Vasen aus Terrakotta und Glas, 66,5 × 103,5 cm, Öl auf Leinwand, 1623, Privatsammlung in Paris
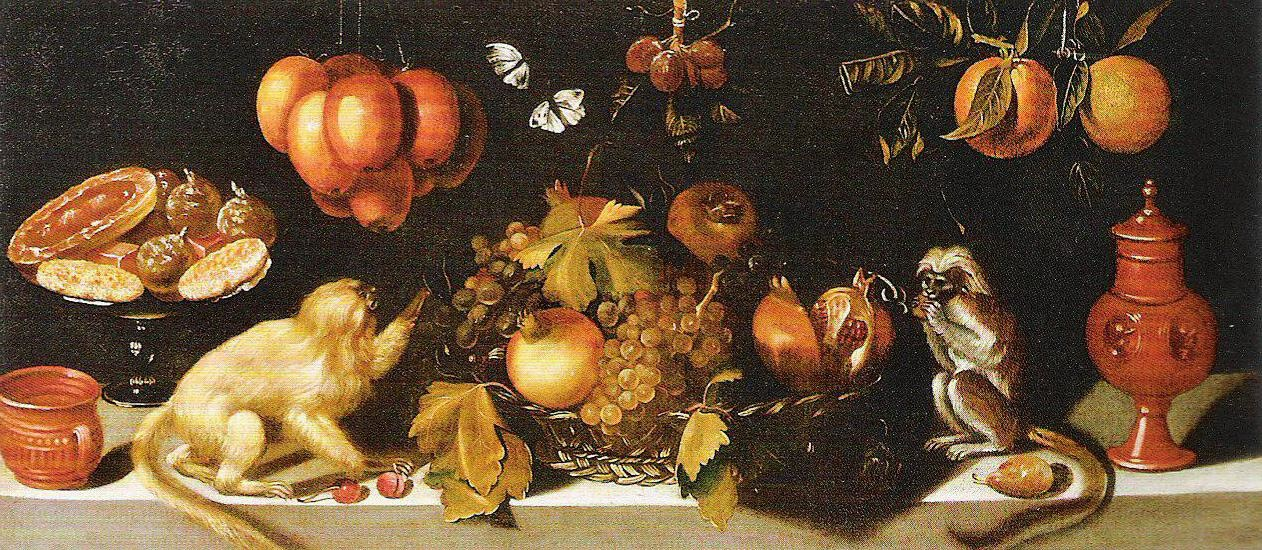
Juan van der Hamen y León (Werkstatt?), Stillleben mit Früchten, Süßigkeiten und Affen, 54,5 × 121,5 cm, Öl auf Leinwand, Privatsammlung

#### Späte Stillleben

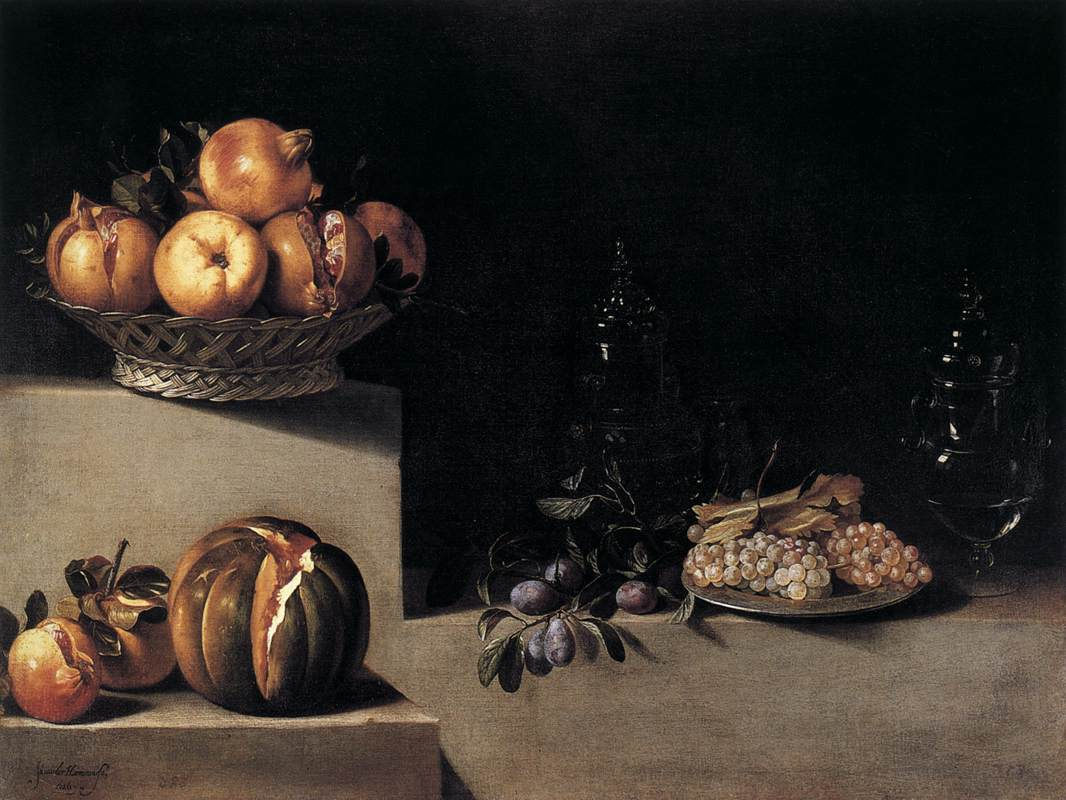
Juan van der Hamen y León, Stillleben mit Granatäpfeln und kostbarem Glas, 83,8 × 112,4 cm, Öl auf Leinwand, 1626, Museum of Fine Arts, Houston

1626 führte Juan van der Hamen y León mit dem Gemälde Stillleben mit Granatäpfeln und kostbarem Glas den dreistufigen Kompositionstypus in die spanische Stilllebenmalerei ein. Er verfolgte mit der Darstellung auf verschiedenen Höhenniveaus vor neutralem Hintergrund die Absicht, möglichst viele Gegenstände ohne Überschneidungen ganzansichtig zu zeigen. Neben der Funktion für die Objektpräsentation gliederte diese Kompositionsform aber auch den Bildraum neu. Hamen y León wandte diesen Bildtypus bis zu seinem Tod an. Die Bilder zeichnen sich durch den farblichen Kontrast zwischen den grauen Steinstufen und den dargestellten Objekten aus, sowie durch den Kontrast der massiven, hart und rechtwinklig gekanteten Stufen mit den runden und organischen Formen. Dabei hielt Juan van der Hamen perspektivische Regelmäßigkeiten zum Teil nur sehr locker ein, was beim Betrachter Irritationen über den Betrachtungswinkel und die Ansicht der Stufen auslöst. Als Hintergrund der Entstehung dieses Typus wurden höfische Repräsentation oder die Aufbewahrung und Präsentation der Waren in Vorratskammern und Schaufensterdekoration vermutet, weit wahrscheinlicher sind jedoch kunstimmanente antike Vorbilder. In besonderem Zusammenhang wird dabei der Besuch von Kardinal Francesco Barberini in Begleitung von Cassiano dal Pozzo am Madrider Hof gesehen. Dal Pozzo traf Juan van der Hamen y León und könnte ihm Skizzen der römischen antiken Vorbilder gezeigt haben. Auch Giovanni Battista Crescenzi könnte van der Hamen mit diesen Vorbildern bekannt gemacht haben. Eine weitere Möglichkeit wären römische Mosaike, die er selbst in Spanien gesehen haben könnte. Zwar verwendete van der Hamen wie in seinen frühen Stillleben wiederkehrende Objekte, jedoch variierte er die Kompositionen in den meisten Fällen deutlich.

Juan van der Hamen y León, Das Gabelfrühstück, 67,6 × 102,8 cm, Öl auf Leinwand, Privatsammlung

Aus dieser Zeit stammen zwei seiner größten Stillleben mit dem Paar Stillleben mit Blumen und Früchten und Stillleben mit Früchten und Glasware, die beide 1629 gemalt wurden. Beide Bilder zeichnen sich durch ihre prunkvolle Ausstattung und Virtuosität in der Darstellung aus. Viele in ihnen verwendete Elemente lassen sich in weiteren Bildern van der Hamens finden. So sind weitere, kleinere Stillleben, die auch zu dieser Zeit entstanden, diesen teilweise entlehnt.

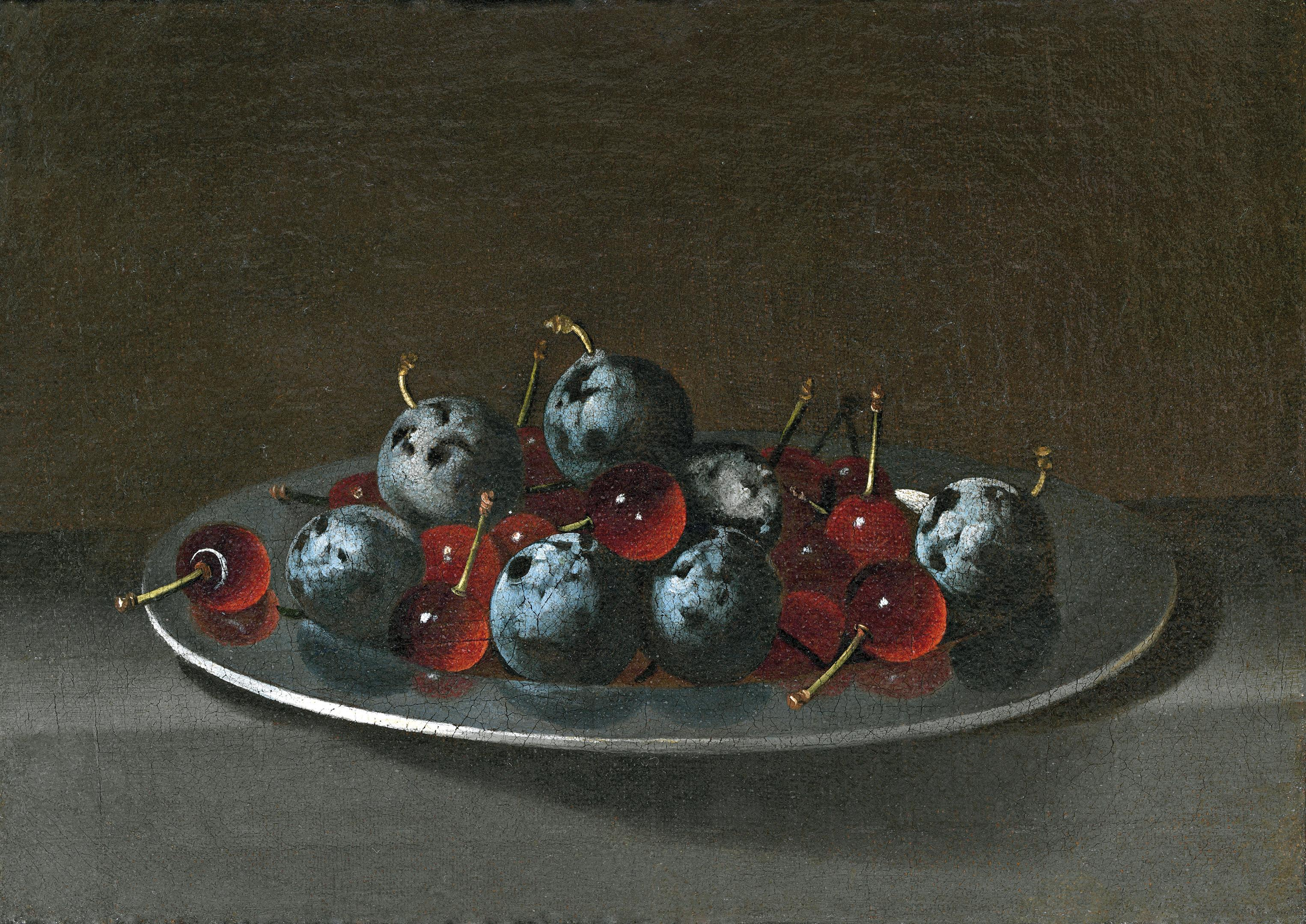
Juan van der Hamen y León, Teller mit Pflaumen und Schattenmorellen 20 × 28 cm, Öl auf Leinwand, ca. 1631, Museo del Prado in Madrid

Zu seinen späten Stillleben zählen auch solche, die Tische mit Ausstattung zum Thema hatten. Beispiele sind Das Gabelfrühstück und Die Zwischenmahlzeit, letzteres auf sein Todesjahr datiert. Zwar stammt bereits aus seinem frühen Schaffen etwa das Bild einer Kredenz mit Tafelgeschirr und Nahrungsmitteln, aber die späteren Werke sind deutlich freier komponiert. Diese Bilder stehen in der Tradition der nordeuropäischen Mahlzeitstillleben, wie sie etwa von Pieter Claesz gemalt wurden, sind jedoch deutlich reduzierter und nicht so opulent.
Als Juan van der Hamen 1631 starb, wurden 14 kleine Fruchtstillleben im Inventar seines Ateliers verzeichnet, die wahrscheinlich einzelne Fruchtteller oder andere kleinere Motive zeigten. Einige solcher Gemälde sind noch heute bekannt. Es ist nicht ganz sicher, ob sie für den Verkauf gedacht waren oder als Vorbilder für die Aufnahme in größere Stillleben. Da sich im Verzeichnis nach dem Tod zudem Vorzeichnungen für solche Gemälde finden, lässt eher ersteres vermuten. Zudem finden sich in einigen Inventaren des 17. Jahrhunderts Gemälde unter der Bezeichnung Teller mit Früchten, die van der Hamen zugeschrieben wurden. Daneben gab es in dem Atelier-Inventar noch zwölf weitere kleine Gemälde, die Früchte zeigten. Diese Gemälde dienten auch seinen Nachfolgern nach seinem Tod als Modelle. So lassen sich bestimmte Elemente in Gemälden aus diesem Umfeld wiederfinden. Zu den herausragendsten Bildern Juan van der Hamens in dieser Werkgruppe zählen Teller mit Pflaumen und Schattenmorellen und Teller mit Granatäpfeln.

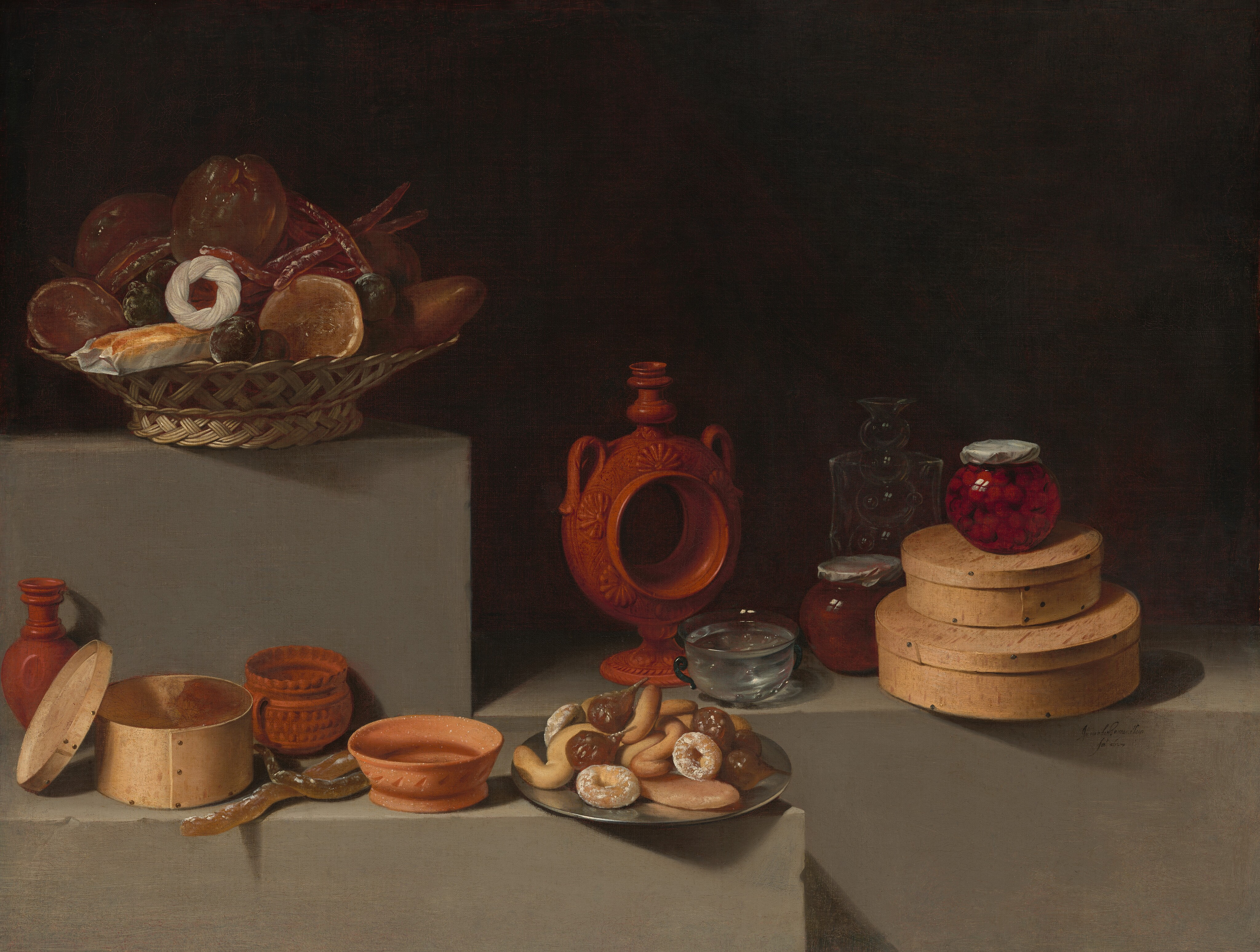
Juan van der Hamen y León, Stillleben mit Süßigkeiten und Keramik, 84,2 × 112,8 cm, Öl auf Leinwand, 1627, National Gallery of Art in Washington, D.C.
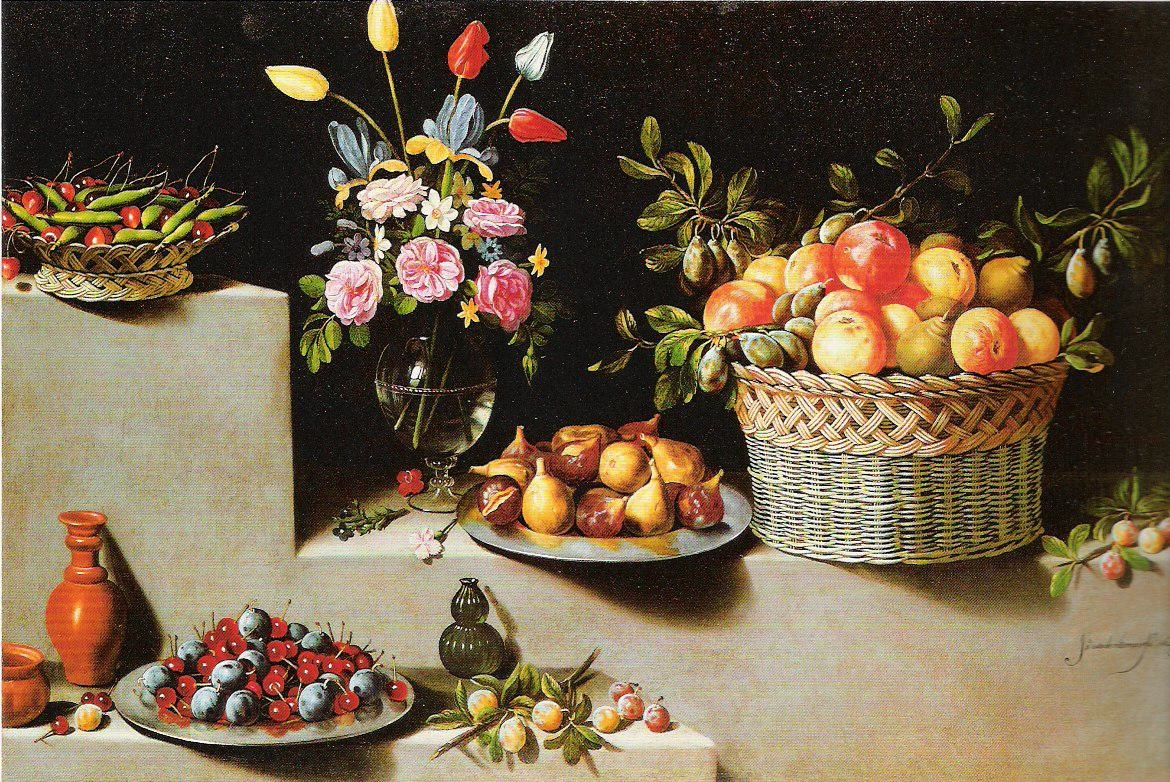
Juan van der Hamen y León, Stillleben mit Blumen und Früchten, 84 × 131 cm, Öl auf Leinwand, 1629, Metropolitan Museum of Art in New York

#### Allegorien
Allegorische Darstellungen waren in Spanien selten. Juan van der Hamen y León malte 1626 und 1627 Pomona und Vertumnus als Allegorie des Herbstes und Darbringung an Flora als Allegorie des Frühlings. Ersteres Bild zeigt, inspiriert von Ovids Metamorphosen, die Göttin der Obstzucht und des Gartenbaus Pomona mit dem Gott des Wandels, des Gedeihens und des Herbstes Vertumnus. Pomonas rechte Hand ruht auf der Öffnung eines Füllhorns aus dem sich Pfirsiche, Quitten, Äpfel, Trauben, Aprikosen, Granatäpfel, Kirschen, Pflaumen, Melonen, Kürbisse, Pfefferonen, Rettiche und jeweils eine Artischocke, Zitrone und Kardone ergießen und im Bildvordergrund eine Barriere bilden. Vertumnus hält einen Korb mit Trauben und Äpfeln. Die Darstellung der Göttin der Blumen und des Frühlings Flora zeigt eine mit einem Blumenkranz bekrönte Frau in einem höfischen Garten, der von einem Jungen ein Korb mit Rosen offeriert wird. Den mythologischen Figuren wurden von Juan van der Hamen y León die Früchte und Blumen in der Art eines Stilllebens beigegeben, jedoch zeigt sich in den Bildern, dass der Maler fähig war, Figuren überzeugend zu malen. Dies stand im Gegensatz zu seiner ausschließlichen Wahrnehmung als guter Stilllebenmaler.

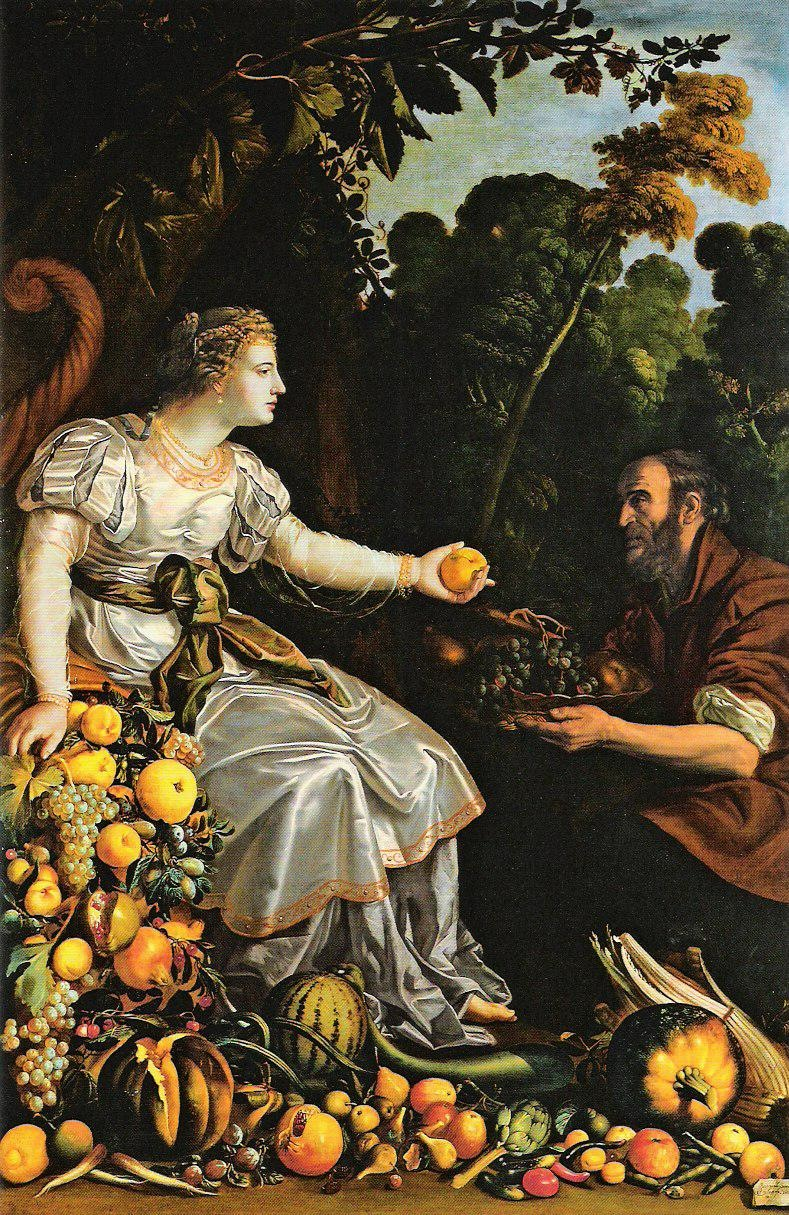
Juan van der Hamen y León, Pomona und Vertumnus 229 × 149 cm, Öl auf Leinwand, 1626, Banco de España in Madrid
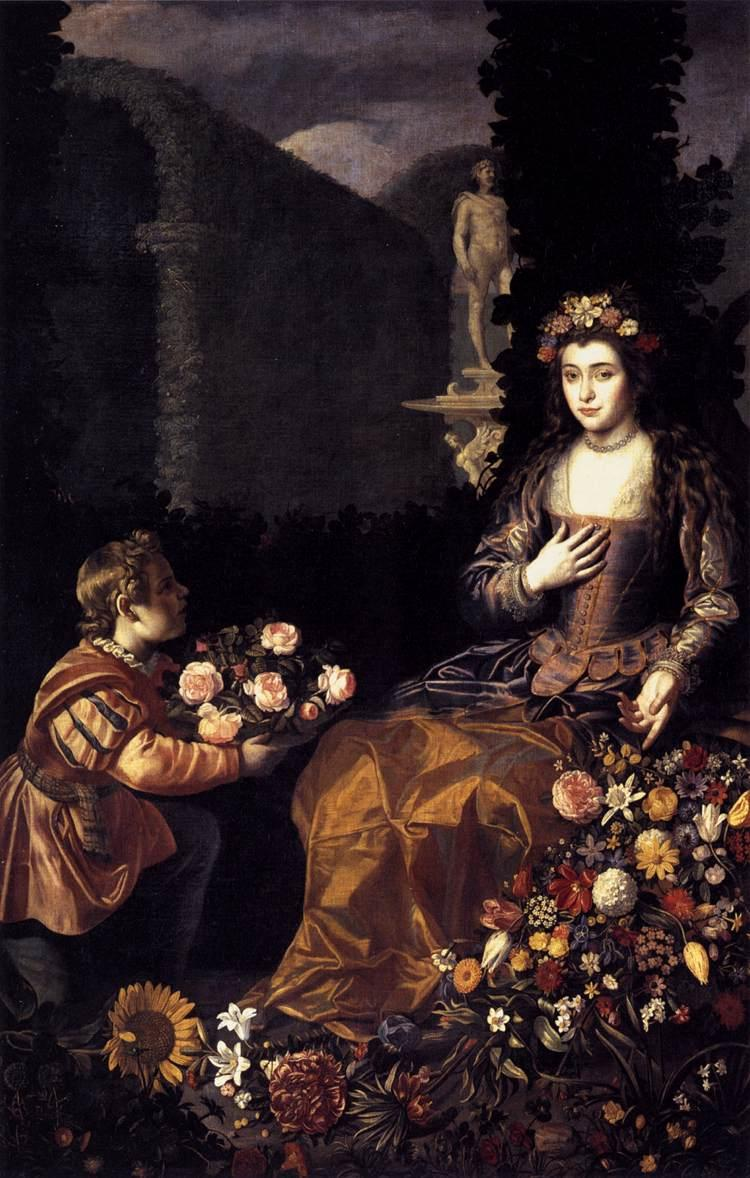
Juan van der Hamen y León, Darbringung an Flora, 216 × 140 cm, Öl auf Leinwand, 1627, Museo del Prado in Madrid

#### Girlanden

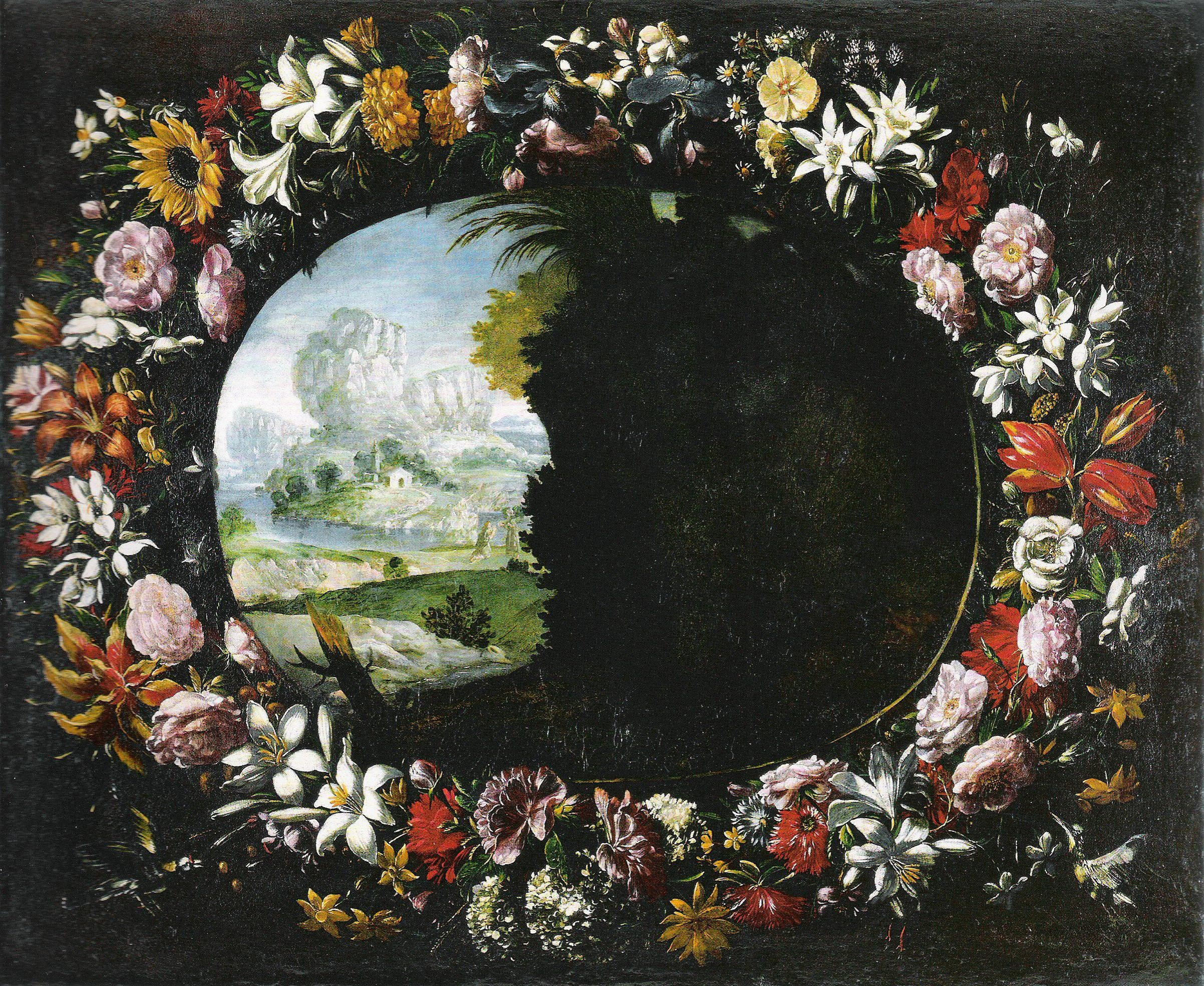
Juan van der Hamen y León, Girlande mit Landschaft, 85 × 107 cm, Öl auf Leinwand, 1628, Hood Museum, Dartmouth College, Hanover, NH

Juan van der Hamen y León führte 1628 das Girlandenbild in die spanische Malerei ein. Dies führte dazu, dass er bei den ersten beiden Gemälden dieser Art, Girlande mit Landschaft, mit dem neuen Sujet experimentierte und verschiedene Motive für den Kreisausschnitt erprobte. Diese sind durch Röntgenaufnahmen nachweisbar und beweisen auch das zeitgleiche Entstehen der beiden Gemälde. Zuerst wählte Juan van der Hamen weibliche Heiligenfiguren, dann zwei alttestamentliche Szenen und kam dann schließlich zu der Lösung mit den beiden Landschaften. Heute ist in beiden Gemälden nur noch der hintere Teil der Landschaft auf der linken Bildhälfte erhalten, der Vordergrund ging durch unsachgemäße Restaurierungen verloren und ist nun dunkel übermalt, weil die Untermalungen durchschienen. Diese beiden Gemälde stellen in van der Hamens Werk Ausnahmen dar, da er weitere Girlanden mit religiösen Motiven füllte.

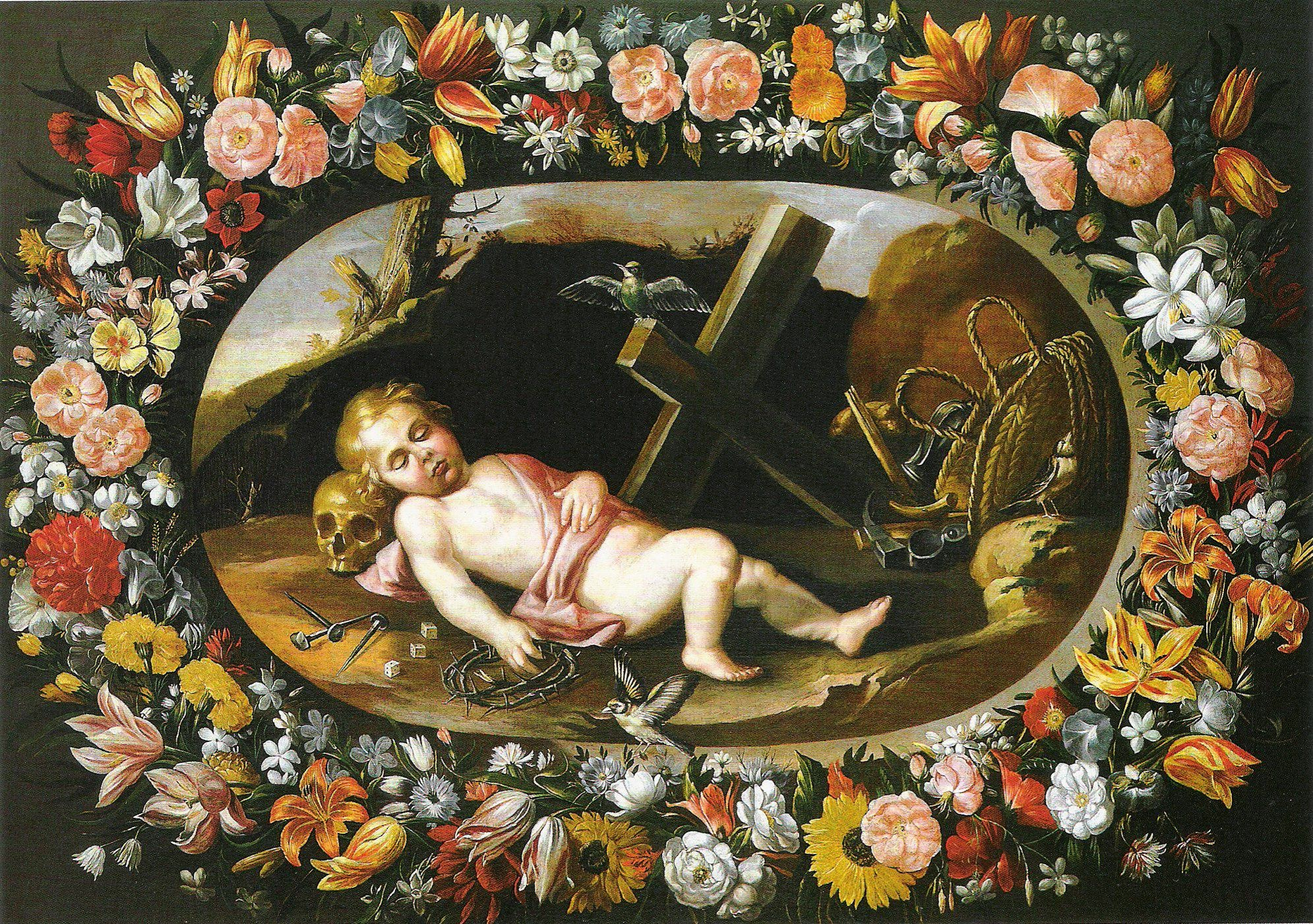
Juan van der Hamen y León, Girlande mit dem schlafenden Jesuskind, 111 × 156 cm, Öl auf Leinwand, um 1628–1630, Privatsammlung

So entstanden unter anderem die Girlande mit unbefleckter Empfängnis, Jungfrau mit Kind in der Glorie und die Girlande mit dem schlafenden Jesuskind. Besonders das erstere Bild ist sehr gut erhalten. An ihm lässt sich anhand der vielfältigen Auswahl der Blüten im Vergleich zur Girlande mit Landschaft des Hood Museums nachweisen, dass Juan van der Hamen für sie die gleichen Vorzeichnungen verwendete. So sind etwa der Weiße Stern von Bethlehem und die weißen Lilien in beiden Bildern gleich. Die Vorzeichnungen entstanden in den königlichen Gärten und in den Gärten seines Förderers, des Comte de Solre, was auch die Vielfalt der Blumenarten ermöglichte. Die Figurendarstellung in der Girlande mit unbefleckter Empfängnis überzeugt vor allem im Gesicht nicht so sehr, wie in den Porträts van der Hamens, was auf das kleinere Format zurückgeführt wird. Die Girlande mit dem schlafenden Jesuskind verweist mit den Attributen der Dornenkrone, den Nägeln und Würfeln auf den Bildtypus Jesuskind, über den Tod triumphierend. Juan van der Hamen bezog sich in seiner Darstellung auf das antike Motiv des schlafenden Eros auf einem Totenkopf. Die Vogeldarstellungen in diesem Gemälde sind außergewöhnlich. Während der Bienenfresser auf dem Kreuz auf die Auferstehung verweist, verbindet der Stieglitz die Girlande mit dem Medaillon. Juan van der Hamen war mit diesem Bild ein Vorreiter, weitere Gemälde dieser Art kamen erst Mitte des 17. Jahrhunderts auf.

#### Autonome Blumenstillleben
Ende der 1620er-Jahre malte Juan van der Hamen y León zudem einige der ersten autonomen Blumenstillleben in Spanien. Das Inventar seines Ateliers, das nach seinem Tod aufgestellt wurde, enthielt 24 Blumenbilder, es sind jedoch keine signierten Exemplare überliefert. William B. Jordan versuchte die Zuschreibung zweier Blumenstillleben zu van der Hamen, diese ist jedoch nicht gesichert. Er machte dies am blauen Schein des chinesischen Porzellans, dem Chiaroscuro der Tulpen, dem freien Duktus bei den Rosen und den Ähnlichkeiten zu Blüten, die sich in den Girlanden befanden fest.

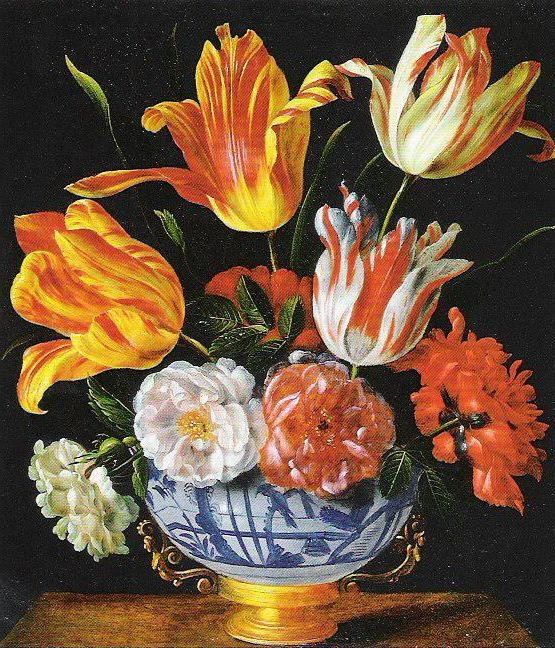
Juan van der Hamen y León (?), Strauß mit Tulpen, Rosen und Mohn, 29,5 × 25,8 cm, Öl auf Kupfer, Privatsammlung in New York
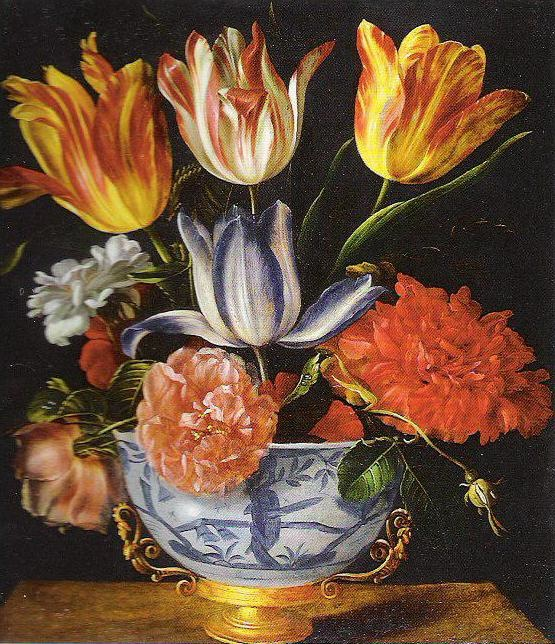
Juan van der Hamen y León (?), Strauß mit Tulpen, Rosen und Mohn, 29,5 × 25,8 cm, Öl auf Kupfer, Privatsammlung in New York

### Porträts

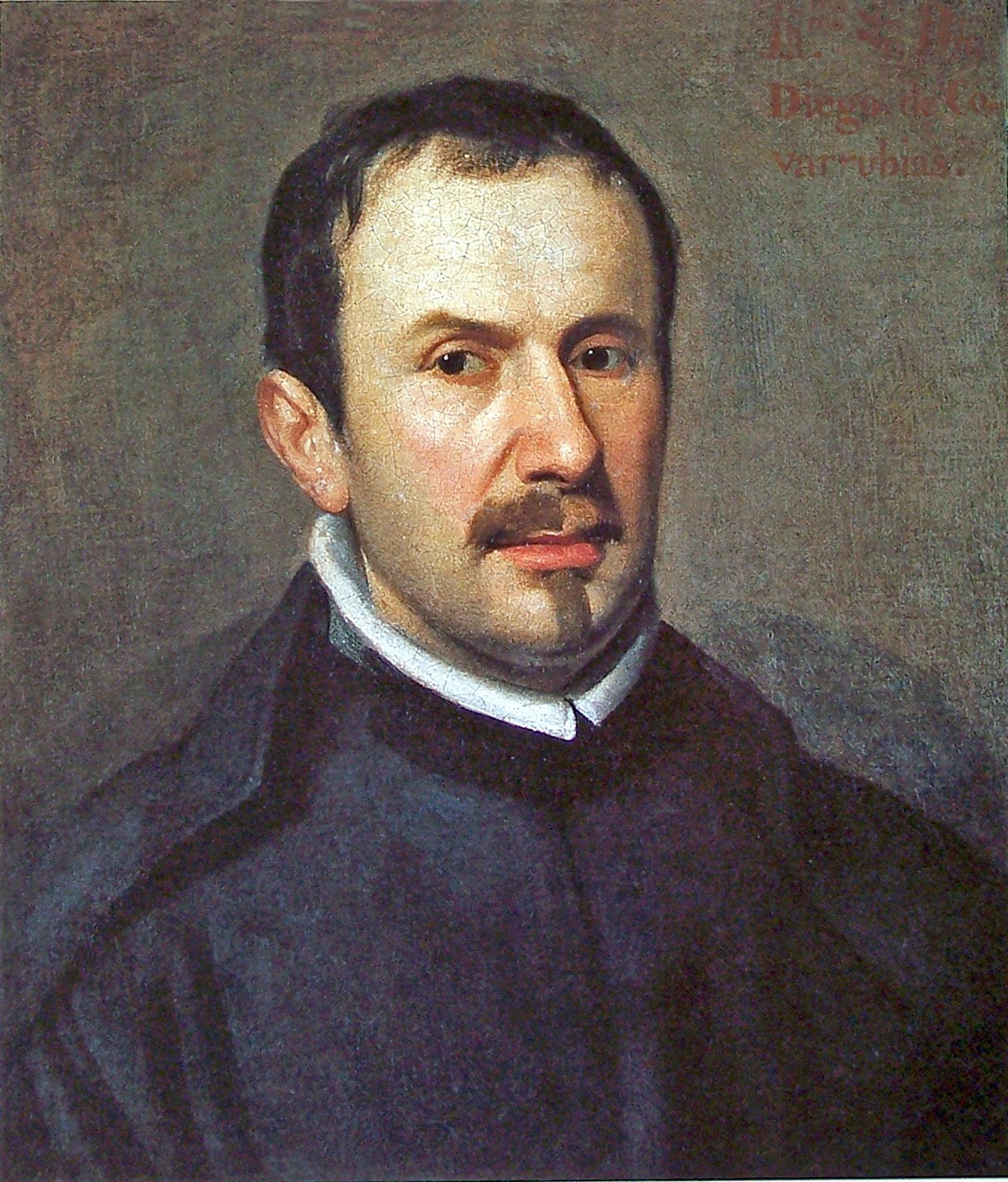
Juan van der Hamen y León, Lorenzo van der Hamen, 54 × 43 cm, Öl auf Leinwand, Instituto de Valencia de Don Juan in Madrid

Juan van der Hamen y León war ein anerkannter Porträtmaler. Er begann sich 1622 diesem Genre zuzuwenden, das im Gegensatz zu den Stillleben seine Ambitionen am Hof unterstützte. Neben Auftragsarbeiten für Aristokraten und Höflinge fertigte er eine Serie von über zwanzig Porträts an, die berühmte Schriftsteller zeigten und seinen Ruf als Porträtist begründeten. Im Inventar seines Ateliers nach seinem Tod wurden zwanzig dieser Werke unter einer Position zusammengefasst verzeichnet, was sie als feststehende Werkgruppe von den einzeln gelisteten Porträts abgrenzte. Für die los ingenios literaros genannten Brustbilder saßen ihm die Schriftsteller selbst Model. Einige der Dargestellten sind in der Schätzung des Nachlasses benannt. So waren Lope de Vega, Francisco de Quevedo, Luis de Góngora, José de Valdivielso, Juan Pérez de Montalbán, Juan Ruiz de Alarcón, Francisco de la Cueva y Silva, Francisco de Rioja, Jerónimo de Huerta, Luis Pacheco Naváes, Luis de Torres und Catalina de Erauso, die allesamt zu den wichtigen Persönlichkeiten der spanischen Literatur des Siglo de Oro gehörten, unter den Porträtierten. Viele von ihnen priesen zudem die Porträtkunst und die Malerei van der Hamens. Daneben gehört auch ein Porträt seines Bruders Lorenzo van der Hamen y León zur Serie.

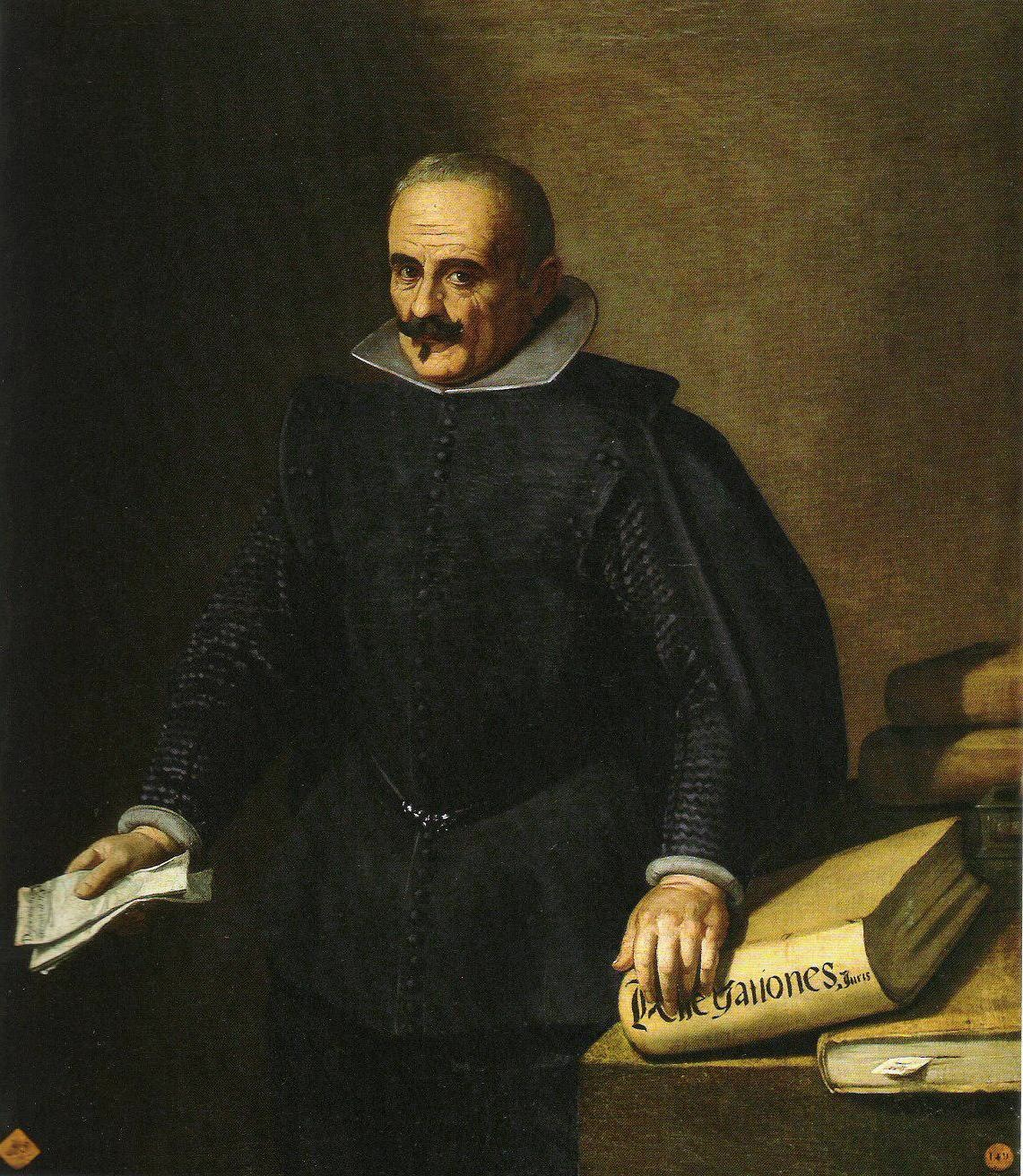
Juan van der Hamen y León, Don Francisco de la Cueva y Silva, 117 × 105 cm, Öl auf Leinwand, 1625, Academia de Bellas Artes de San Fernando in Madrid

Die zeitliche Einordnung der Serie im Schaffen Juan van der Hamens ist schwierig, da die meisten Gemälde nicht datiert sind. Jedoch lässt das Porträt seines Bruders durch das Alter des Abgebildeten darauf schließen, dass Juan van der Hamen die Arbeiten an dieser Reihe bereits 1620 begonnen haben könnte. Es zeigt einen recht spontanen und flüssigen Stil, der sich von seinen Hofporträts unterscheidet, in denen er eher den sehr konservativen Stil aus der Zeit Philipp II. wieder aufgriff. Der Stil der Porträts konnte aber auch weniger lebhaft und dafür stärker und strenger ausgearbeitet sein wie es etwa beim Porträt Don Francisco de la Cueva y Silva der Fall ist. Dieses Bild zeigt auch, wie van der Hamen seine Fähigkeiten als Stilllebenmaler in manche Porträts einbrachte. Er nutzte die Bücher am rechten Bildrand, um das Bild mit Bedeutung aufzuladen. Der Kopf ist im Kontrast zur schwarzen Kleidung vom Licht modelliert, ebenso wie die Hände, die eine besondere Präsenz im Bild erhalten. Der Fokus auf Volumen und Details des Kopfes erinnert ein wenig an die Behandlung von Objekten in van der Hamens Stillleben. Van der Hamen behielt diese Porträts in seinem Atelier und malte im Auftrag Versionen von ihnen für seine Kundschaft. Das Porträt des Don Francisco de la Cueva y Silva wurde etwa vom Marqués de Leganés erworben, der insgesamt acht der Porträts besaß.

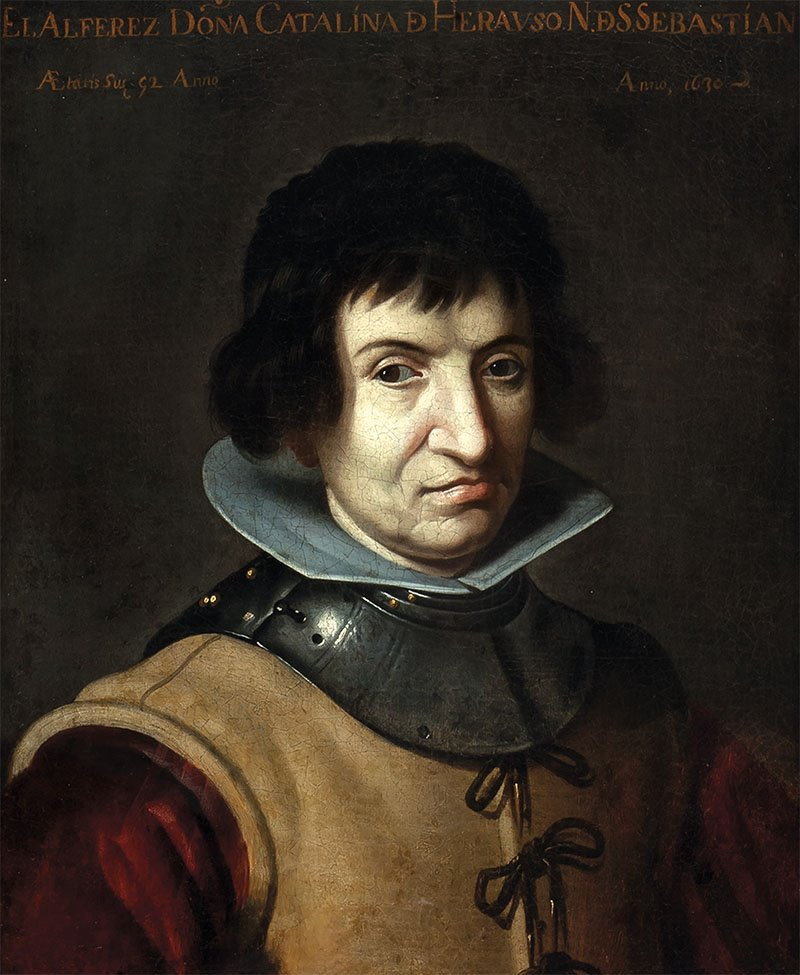
Juan van der Hamen y León, Catalina de Erauso, 56 × 43 cm, Öl auf Leinwand, 1626, Caja Cuipúzcoa in San Sebastián

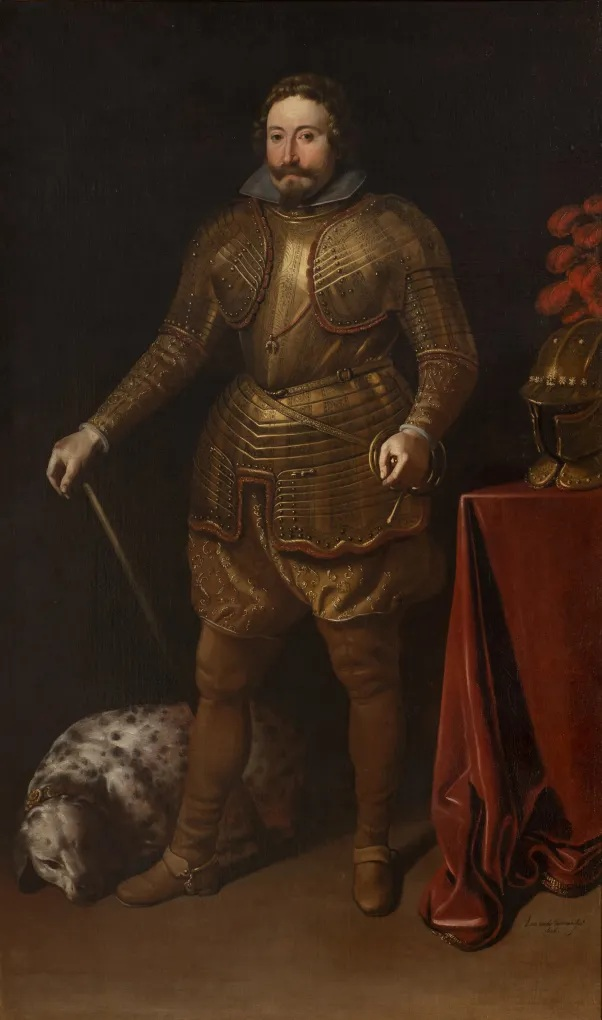
Juan van der Hamen y León, Jean de Croÿ, II Comte de Solre, 206 × 120 cm, Öl auf Leinwand, 1626, Privatsammlung

Mit dem Porträt der Catalina de Erauso, das Juan van der Hamen y León in jüngster Zeit überzeugend zugeschrieben wurde und ebenso zu den los ingenios literaros zählt, schuf er eines der skurrilsten Porträts der spanischen Malerei überhaupt. Das 1626 gemalte Bild zeigt die entlaufene und sich als Mann verkleidende Nonne Catalina de Erauso und war unter den Zeitgenossen umstritten. Eines seiner wahrscheinlich eher schnell und studienhaft ausgeführten Porträts ist der Kopf eines Klerikers, der van der Hamens Qualität zeigt, lebendige Figuren zu malen, die sich von den eher formalen Porträts und auch den Figuren einiger seiner Historiengemälde abheben. 1971 wurde durch Diego Angulo Iñiguez ein Porträt publiziert, das aus dem sonstigen Werk van der Hamens heraussticht und klar auf seine höfischen Ambitionen verwies. Es handelt sich um das Gemälde Jean de Croÿ, II Comte de Solre, das ebenfalls 1626 entstand. Es gilt als eines der herausragendsten Porträts, das in den 1620er-Jahren am spanischen Hof entstanden ist. Das Bild zeigt den Comte de Solre vor einem schwarzen Hintergrund in der goldenen Rüstung eines Ritters vom Orden des Goldenen Vlieses, der neben einem mit einer roten Samtdecke bedeckten Tisch steht. Van der Hamen kreierte eine dramatische Lichtstimmung und verwendete insgesamt eine sehr warme Farbgebung, die bloß durch das weiße Fell des Dalmatiners gebrochen wird. Das Porträt zeichnet sich durch die Fähigkeit Juan van der Hamens aus, dass er das Gewicht und die Struktur der dargestellten Objekte auf die Leinwand übersetzen konnte.

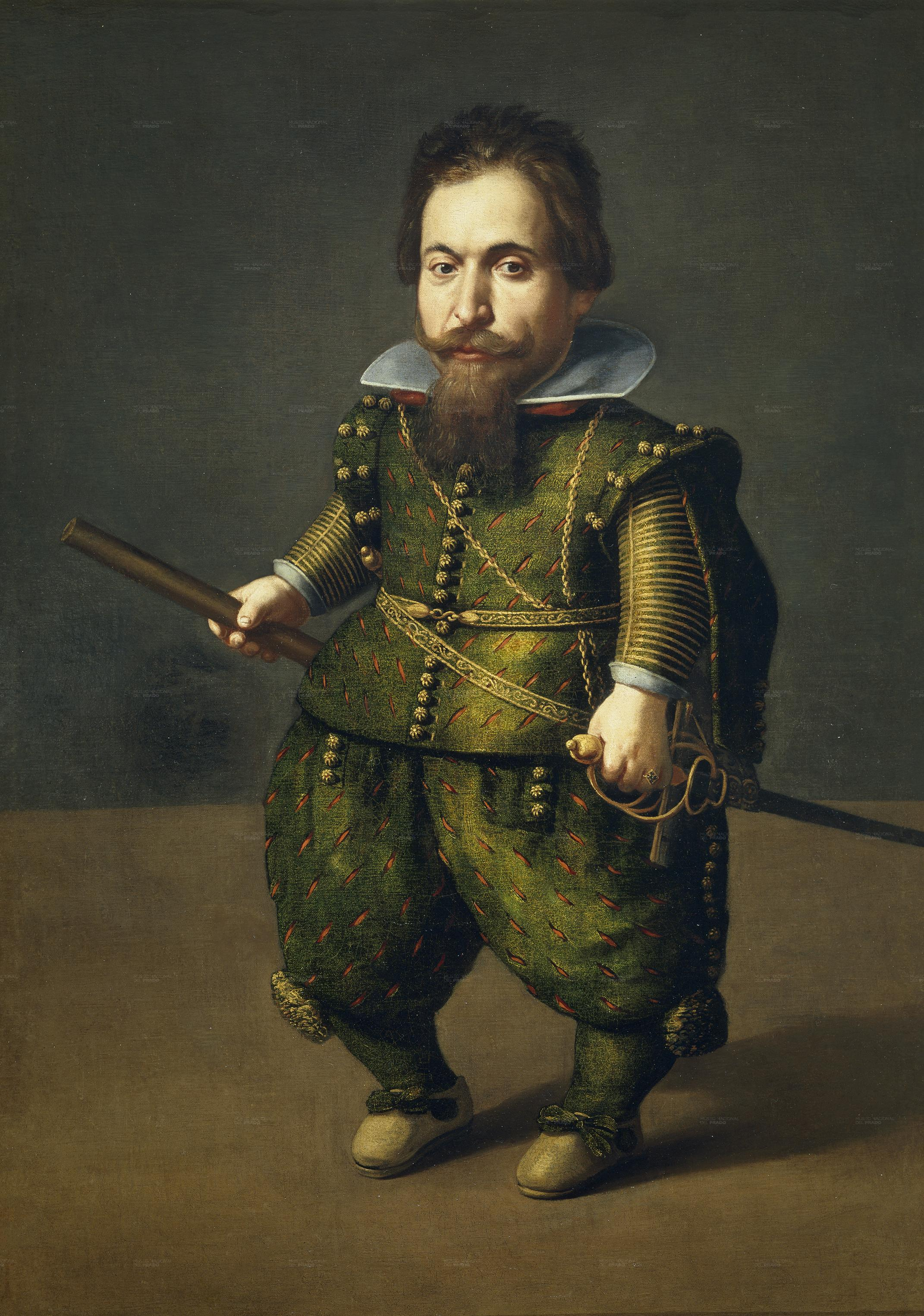
Juan van der Hamen y León, Porträt eines Zwerges, 122,5 × 87 cm, Öl auf Leinwand, um 1626, Museo del Prado in Madrid

Ein weiteres bedeutendes Werk ist das Porträt eines Zwerges, das van der Hamen um 1626 malte und das sich ebenfalls in der Sammlung des Marqués de Leganés befand. Das Gemälde weist eine stark naturalistische Darstellungsweise auf und steht mit den starken Farben und dem intensiven Kontrast von Licht und Schatten in der Tradition von Michelangelo Merisi da Caravaggio. Juan van der Hamen y León bediente auch die Nachfrage nach Porträts des Königspaars. Zwar war Velazquéz der einzige Maler, dem der König Modell saß, aber dessen Werkstatt konnte die große Nachfrage nicht befriedigen. Deshalb fertigte eine größere Zahl von Malern Gemälde nach den Porträts von Velazquéz an. Van der Hamen organisierte das Malen dieser Bilder dabei wohl besonders effizient. So ist das Porträt Philipp IV dem Gesicht und der Pose nach dem von Velazquéz sehr ähnlich, es unterscheidet sich aber deutlich in der reichen und detailgenauen Ausstattung der Kleidung. Sowohl die Darstellung des Königs als auch seiner Königin Isabel de Borbón zeichnen sich durch ein starkes Chiaroscuro aus, was ihnen trotz dem Fokus auf der Kostümdarstellung eine große Präsenz verleiht. Die heute bekannten Porträts Philipp IV, Isabel de Borbón und Doña Margarita de Austria können nicht mit absoluter Sicherheit van der Hamen zugeschrieben werden, weisen aber in ihrer Ausführung deutliche Parallelen zu Jean de Croÿ, II Comte de Solre auf. Ebenfalls zu dieser Werkgruppe wird das Porträt Infanta María de Austria, Reina de Hungría gezählt. Gerade im Vergleich dieses Bildes mit dem Porträt der Isabél de Borbón wird die Herkunft aus einem effizient arbeitenden Atelier deutlich. So sind die Konturen der Kleider nahezu identisch und auch die Pose mit dem auf der Stuhllehne abgelegten Arm und den in der linken Hand gehaltenen Taschentüchern verweisen auf eine gemeinsame Vorzeichnung, die für beide Porträts genutzt wurde.
Bei den Porträts gab es erhebliche Wertunterschiede. So verkaufte van der Hamen Ölskizzen des Kopfes von Kardinal Francesco Barberini für 10 Reales, während er für ein Ganzkörperporträt von König Philipp IV. 200 Reales erlösen konnte. Auch die Bilder der Gelehrten-Serie waren je nach dem Grad ihrer Ausführung preislich unterschiedlich veranschlagt und reichten von 33 bis hin zu 44 Reales und mehr.

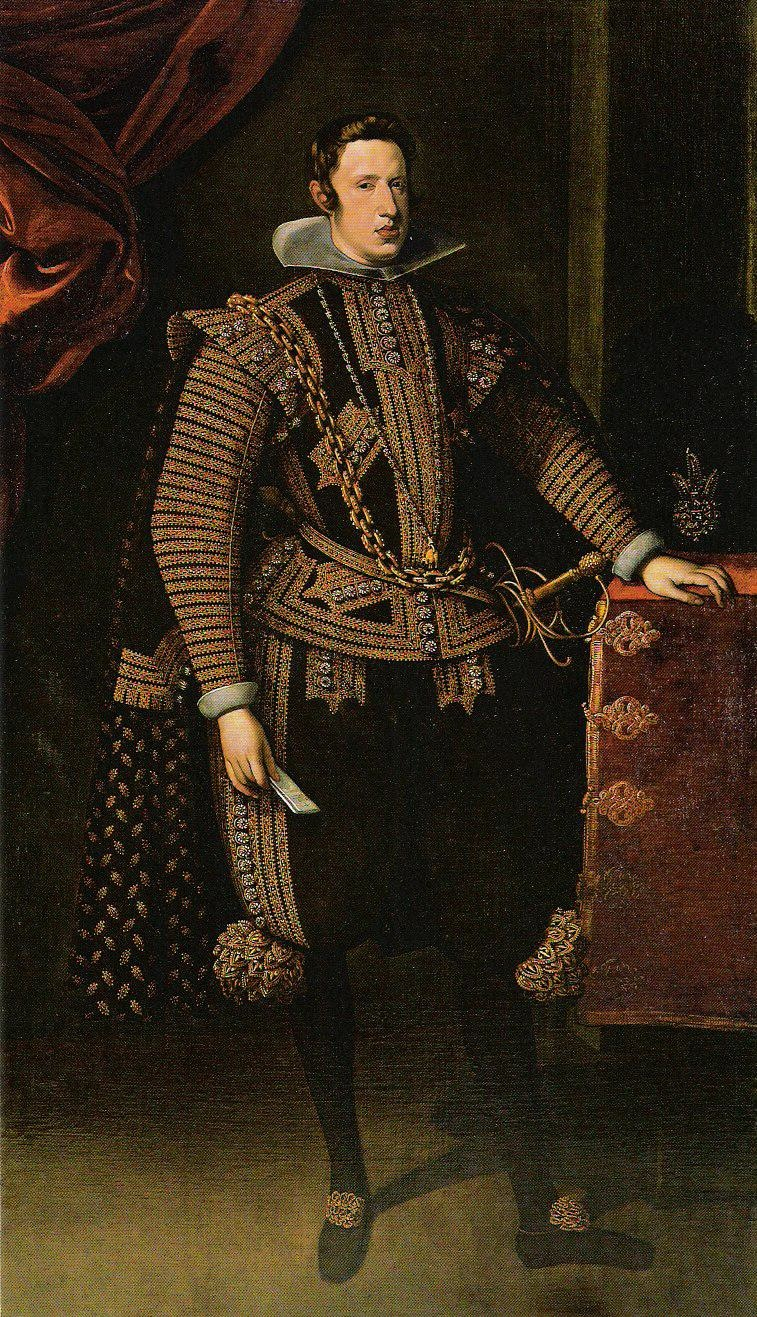
Juan van der Hamen y León (?), Philipp IV, 199 × 115,5 cm, Öl auf Leinwand, Instituto de Valencia de Don Juan in Madrid
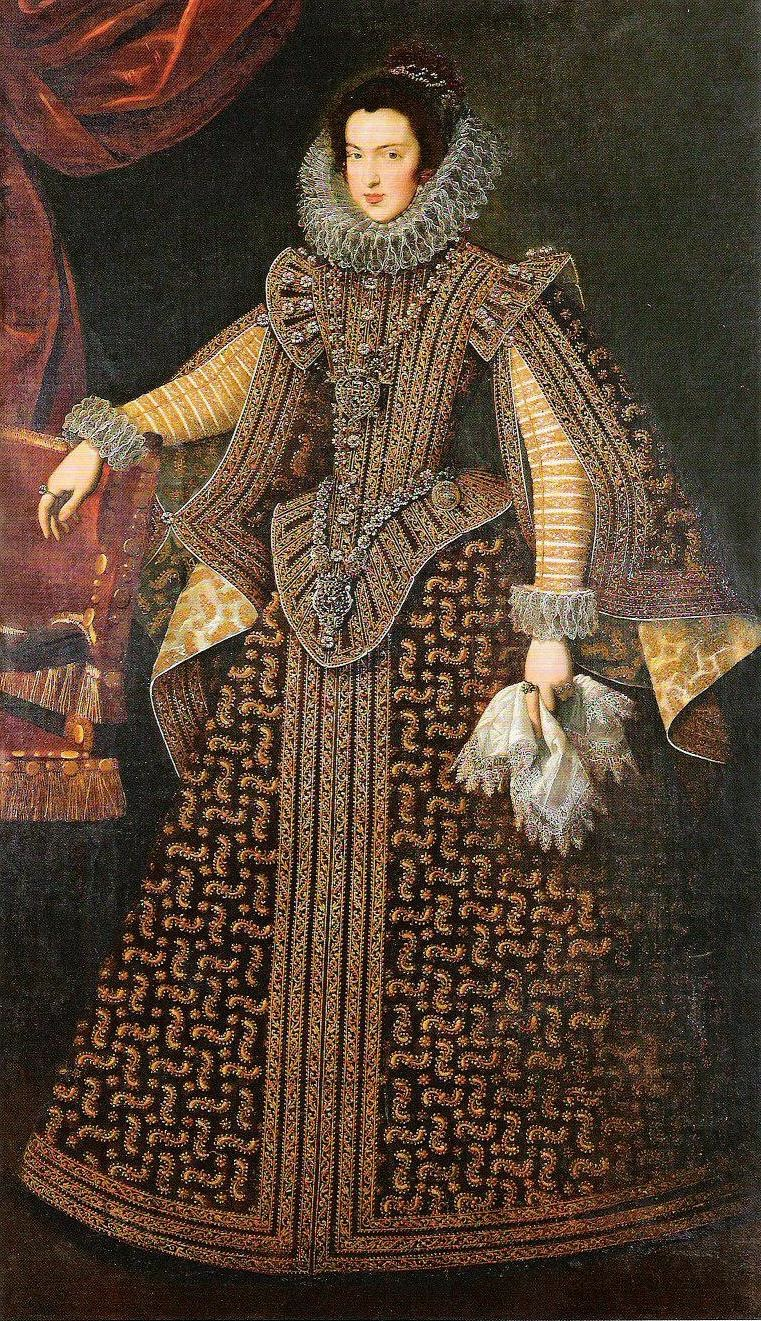
Juan van der Hamen y León (?), Isabel de Borbón, 199,2 × 115 cm, Öl auf Leinwand, Instituto de Valencia de Don Juan in Madrid
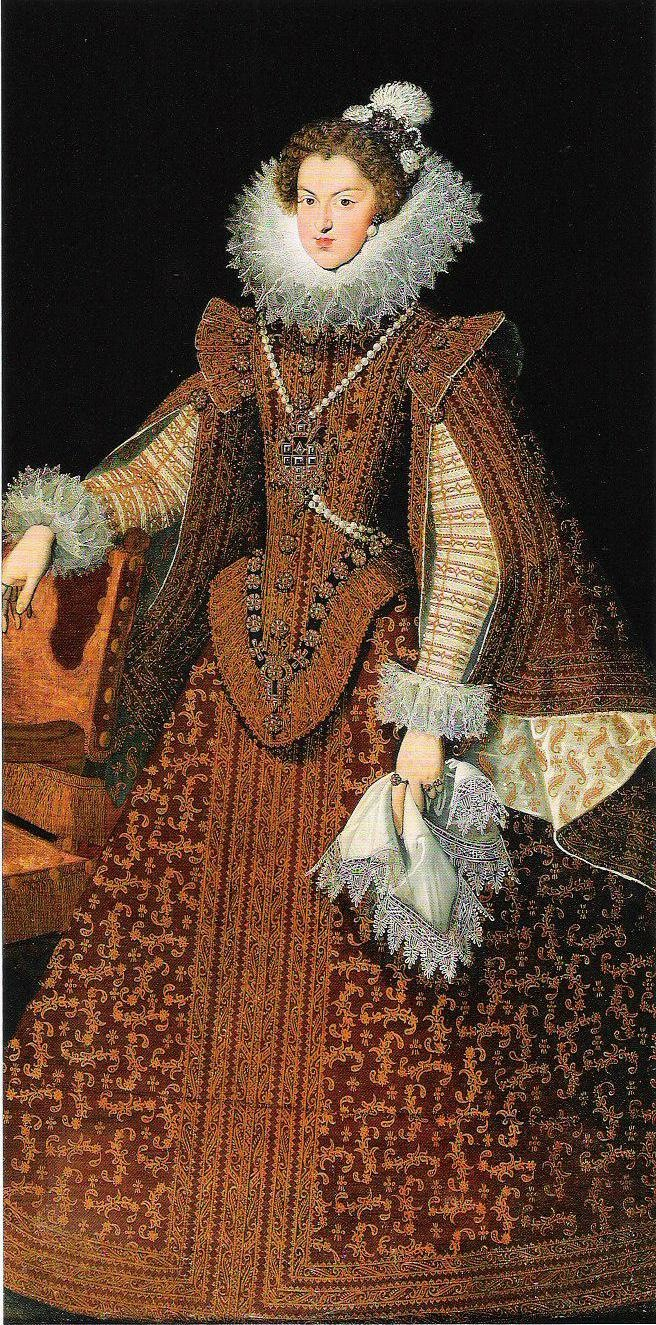
Juan van der Hamen y León (?), Infanta María de Austria, Reine de Hungría, 191 × 103 cm, Öl auf Leinwand, Musée Fesch in Ajaccio
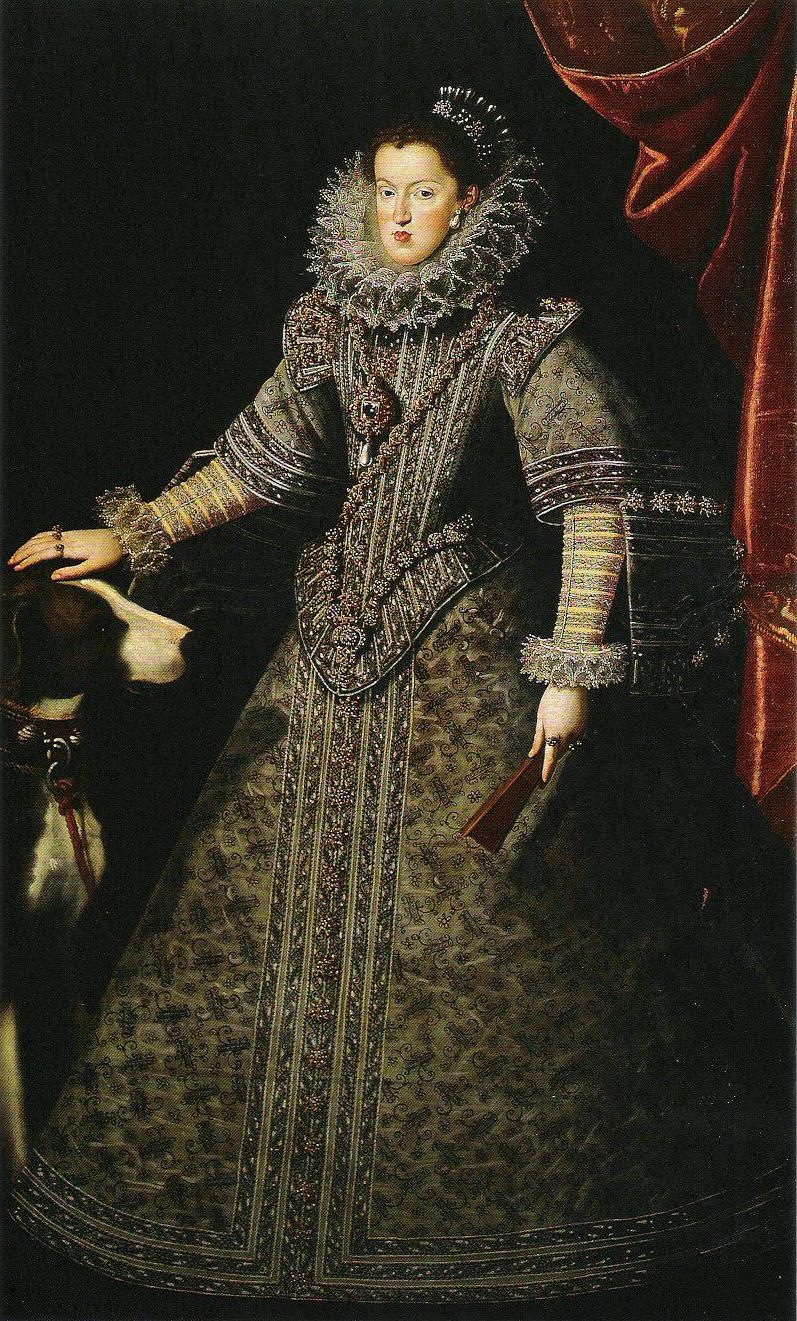
Juan van der Hamen y León (?), Doña Margarita de Austria, 198 × 117,5 cm, Öl auf Leinwand, Instituto de Valencia de Don Juan in Madrid

### Historienmalerei

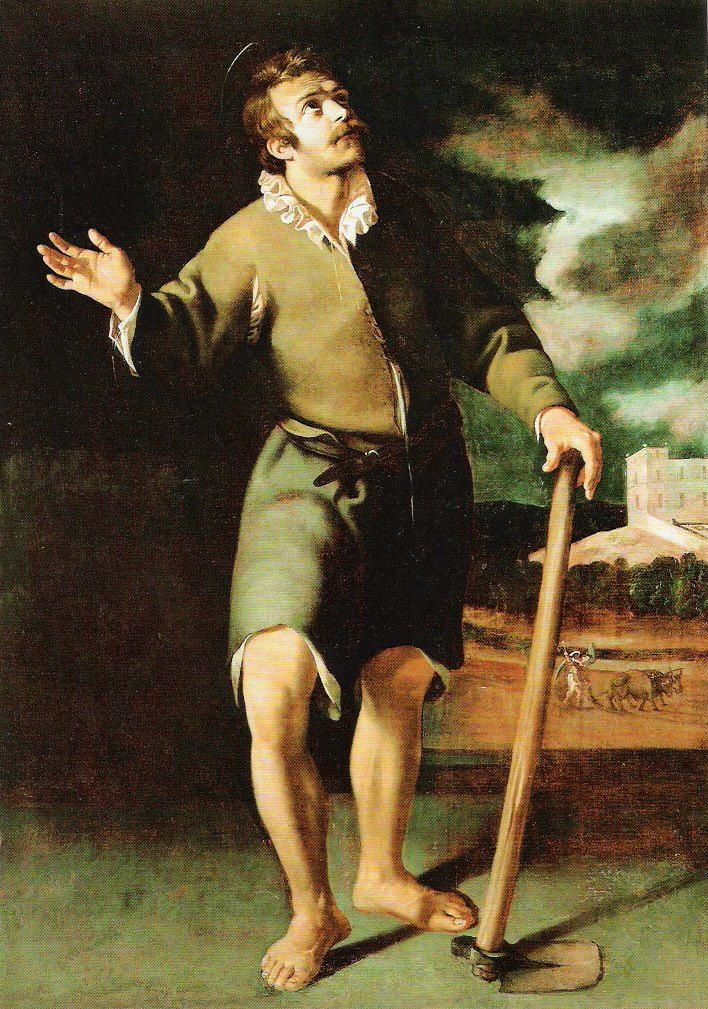
Juan van der Hamen y León, San Isidro, 141 × 100 cm, Öl auf Leinwand, 1620–1622, National Gallery of Ireland in Dublin

Die ersten bekannten Historiengemälde Juan van der Hamen y Leóns datieren aus der Zeit zwischen 1620 und 1622. Das Bild San Isidro war ein populäres Motiv im Madrid dieser Zeit, so dass van der Hamen mit der Wahl dieses Sujets auch auf einen Bedarf der Kundschaft reagierte. Das Gemälde zeichnet sich, wie auch das zeitgleich entstandene Johannes der Täufer beim Gebet, durch ein starkes Chiaroscuro aus, das die Figuren modelliert.

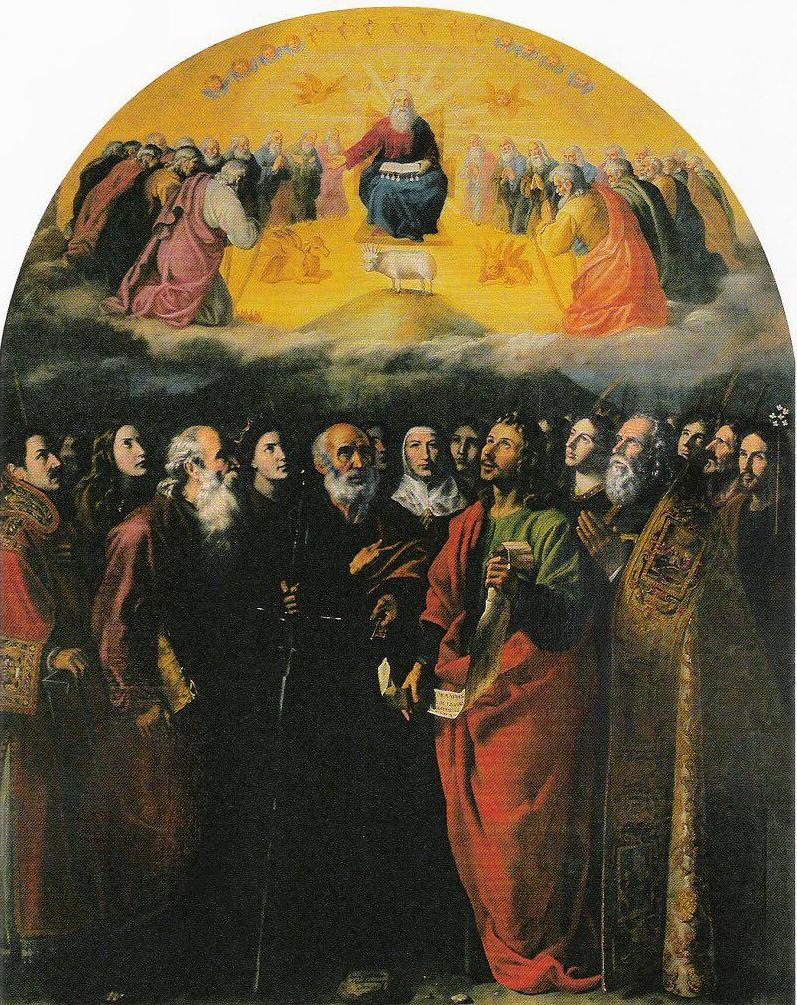
Juan van der Hamen y León, Die Anbetung des apokalyptischen Lamms, 300 × 237 cm, Öl auf Leinwand, 1625, Real Monasterio de la Encarnación in Madrid

Mitte der 1620er-Jahre begann Juan van der Hamen damit, sich verstärkt der Historienmalerei zu widmen. Dies steht auch in Zusammenhang mit seiner Position am Hof und seinem Streben nach weiterer offizieller Anerkennung, die er nur über die klassischen, anerkannten Genres Historie und Porträt zu erreichen glaubte. Vermehrt malte er Gemälde für Klöster, die von Adeligen am Hof gestiftet wurden. Ein wichtiges Werk dieser Phase war Die Anbetung des apokalyptischen Lamms, die er für das Real Monasterio de la Encarnación gemalt hatte. In diesem Gemälde griff Juan van der Hamen die theologischen Schriften seines Bruders Lorenzo auf, der auch als Heiliger Laurentius ganz links im Bild porträtiert wurde. In den Figuren bezog er sich in einigen Fällen auf Personen, die mit dem Kloster in Verbindung standen. Insgesamt kommt in diesem Bild die Ambivalenz zum Ausdruck, die sich in den meisten Historien van der Hamens nachweisen lässt. So sind die großen Figuren im Vordergrund charaktervoll und überzeugend ausgeführt, während die Figuren im Himmel um das Lamm herum eher archaisch und schematisch wirken. Neben diesem großen Altargemälde gibt es in diesem Kloster weitere Gemälde van der Hamens, die über Altären aus Keramik aus Talavera de la Reina angebracht worden waren, sich aber nicht mehr an ihren ursprünglichen Aufstellungsorten befinden. Zu diesen gehört auch das Bild Johannes der Täufer, das seinen naturalistischen Stil und auch sein Können als Tiermaler am Fell des Schafes aufzeigt.

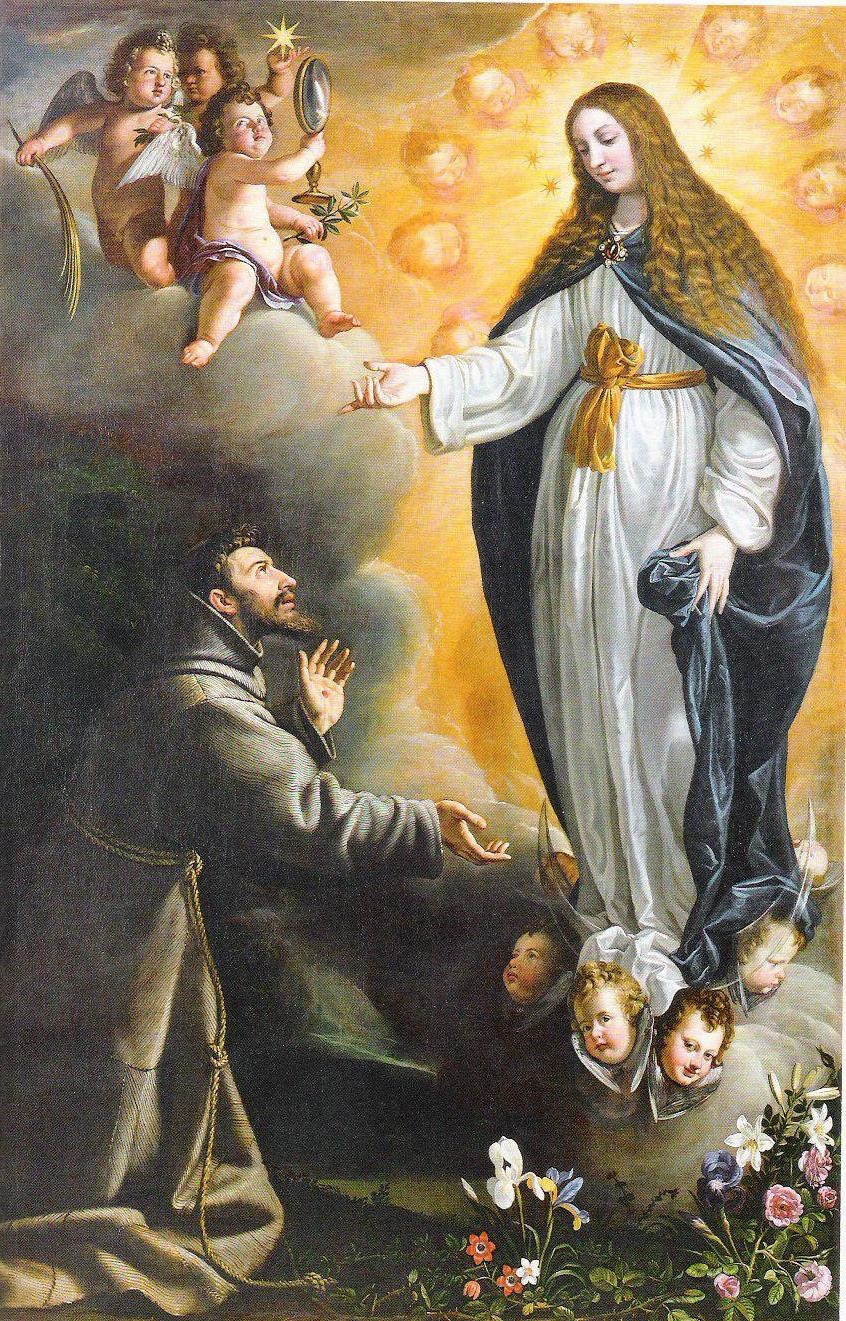
Juan van der Hamen y León, Die unbefleckte Jungfrau erscheint dem Heiligen Franziskus, 246 × 160 cm, Öl auf Leinwand, 1630–31, Convento de Santa Isabel de los Reyes in Toledo

1628 malte van der Hamen das Gemälde Die Jungfrau Maria präsentiert das Jesuskind dem Heiligen Franziskus für das Real Monasterio de San Gil. Es steht im Bezug zu den Reformbestrebungen des ausgehenden 16. Jahrhunderts im Franziskanerorden und zeigt eine Vision, die zeitlich vor der Stigmatisierung des Franziskus datiert. Dieses Motiv wurde in Italien von den Brüdern Agostino und Annibale Carracci geprägt, van der Hamen war wohl einer der ersten Spanier, die es adaptierten. Ein nicht gesichertes weiteres Werk für dieses Kloster könnte Christus an der Säule gewesen sein. Es handelt sich um eine leicht abgewandelte Kopie eines Gemäldes von Orazio Borgianni, das dieser 1601 in Pamplona gemalt hatte. Dafür, dass Juan van der Hamen das Bild gemalt hat, spricht das Chiaroscuro, das etwa dem bei Johannes der Täufer entspricht. Das Gemälde Die unbefleckte Jungfrau erscheint dem Heiligen Franziskus, das wahrscheinlich 1630 bis 1631 ebenfalls für ein Franziskanerkloster gemalt wurde, steht im ideologischen Kontext des Versuchs dieses Ordens und der spanischen Krone, die päpstliche Anerkennung des Dogmas der Unbefleckten Empfängnis abzusichern. Van der Hamen verwendete für den Franziskus das gleiche Gesicht wie in seinem 1628er Gemälde, seine Hände weisen aber dieses Mal die Wunden auf. Insgesamt ist die Figur sehr überzeugend dargestellt. Die Maria erinnert an italienische Vorbilder und materialisiert sich über Blumendarstellungen. Es handelt sich um ein seltenes Motiv, das aber auch von anderen Malern am Hof wie etwa Carducho behandelt wurde.

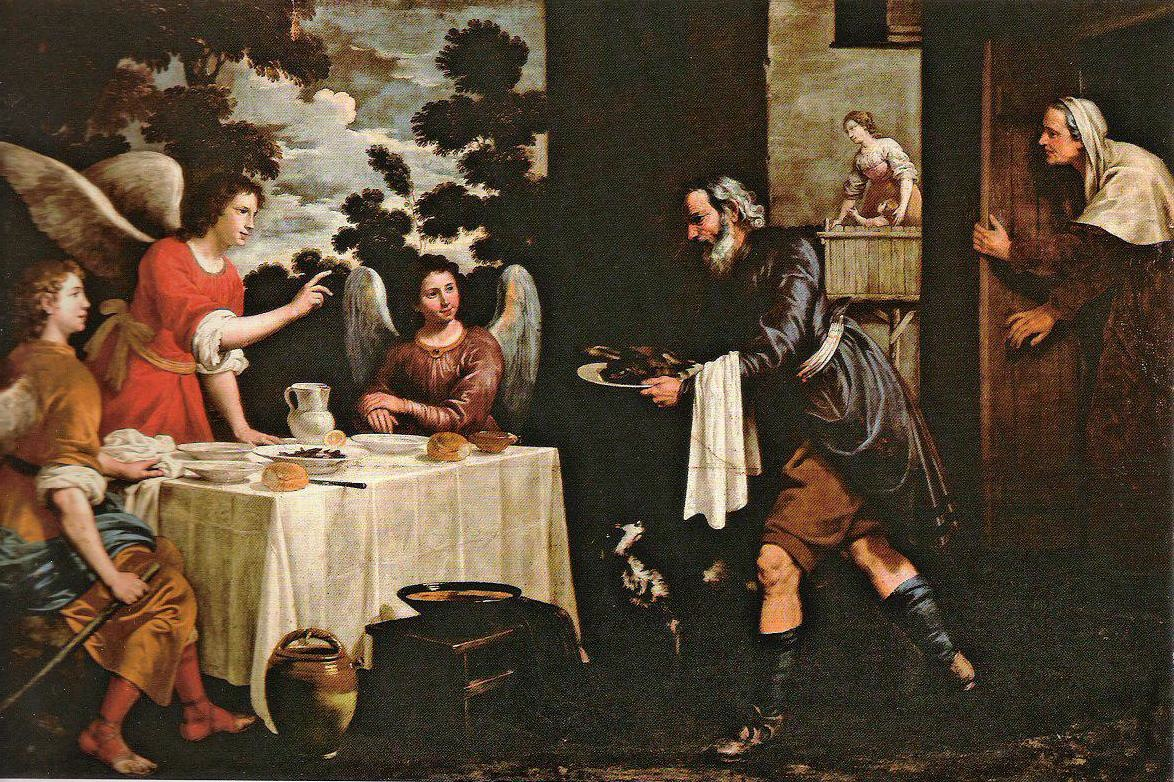
Juan van der Hamen y León, Abraham und die drei Engel, 205 × 300 cm, Öl auf Leinwand, Privatsammlung

Ein weiteres Historiengemälde, das van der Hamen zugeschrieben wird, ist das Bild Abraham und die drei Engel. Es behandelt ein alttestamentliches Thema, wie es zu Beginn des 17. Jahrhunderts in Spanien populär war. Die Geschichte von Abraham, dem Gott in Form dreier Engel erscheint, ist eines der Motive, in dem das in Spanien bedeutende Gebot der Gastfreundschaft gegenüber Fremden verhandelt wurde. Das Bild wird van der Hamen aufgrund stilistischer Analysen zugeschrieben. In ihm verbindet er seine Fähigkeiten, die Historia zu erzählen und zugleich die verschiedenen Objekte in ihrer eigenen Textur und Körperlichkeit darzustellen, wie er es auch in seinen Stillleben tat. Neben diesen heute bekannten Gemälden hat es weitere Historien gegeben, die Juan van der Hamen gemalt hat. Die meisten sind entweder verloren gegangen oder hängen unerkannt in Sammlungen. Im Inventar des Ateliers nach seinem Tod finden sich einige weitere Historiengemälde, einige von ihnen noch nicht vollendet. Darüber hinaus lassen sich in einigen Sammlungsinventaren des 17. Jahrhunderts solche Gemälde von van der Hamen nachweisen. Die Forschung geht davon aus, dass er viele solcher Gemälde verkaufen konnte und manche sogar ins Ausland gelangt sein könnten.

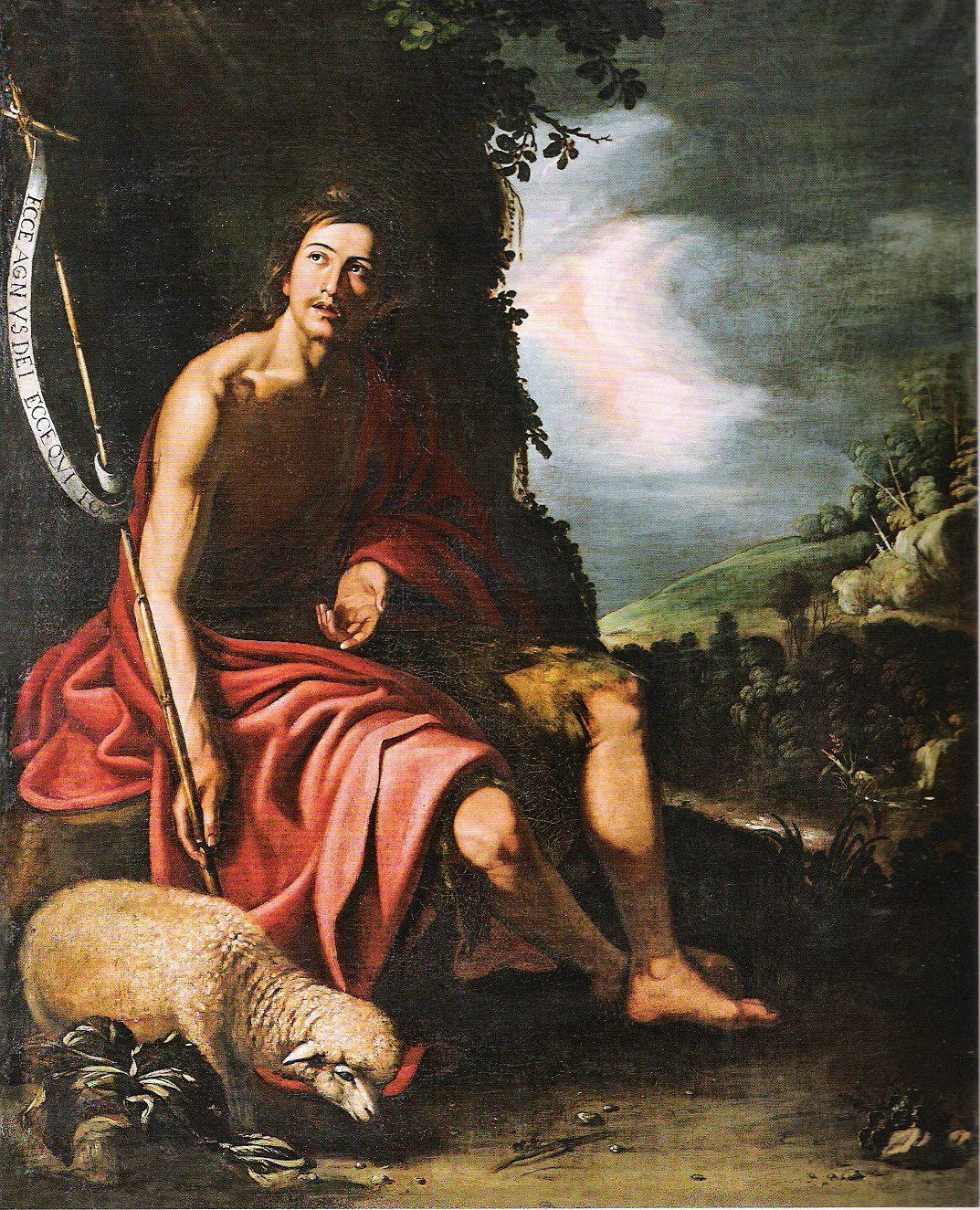
Juan van der Hamen y León, Johannes der Täufer, 168 × 140 cm, Öl auf Leinwand, 1625, Real Monasterio de la Encarnación in Madrid
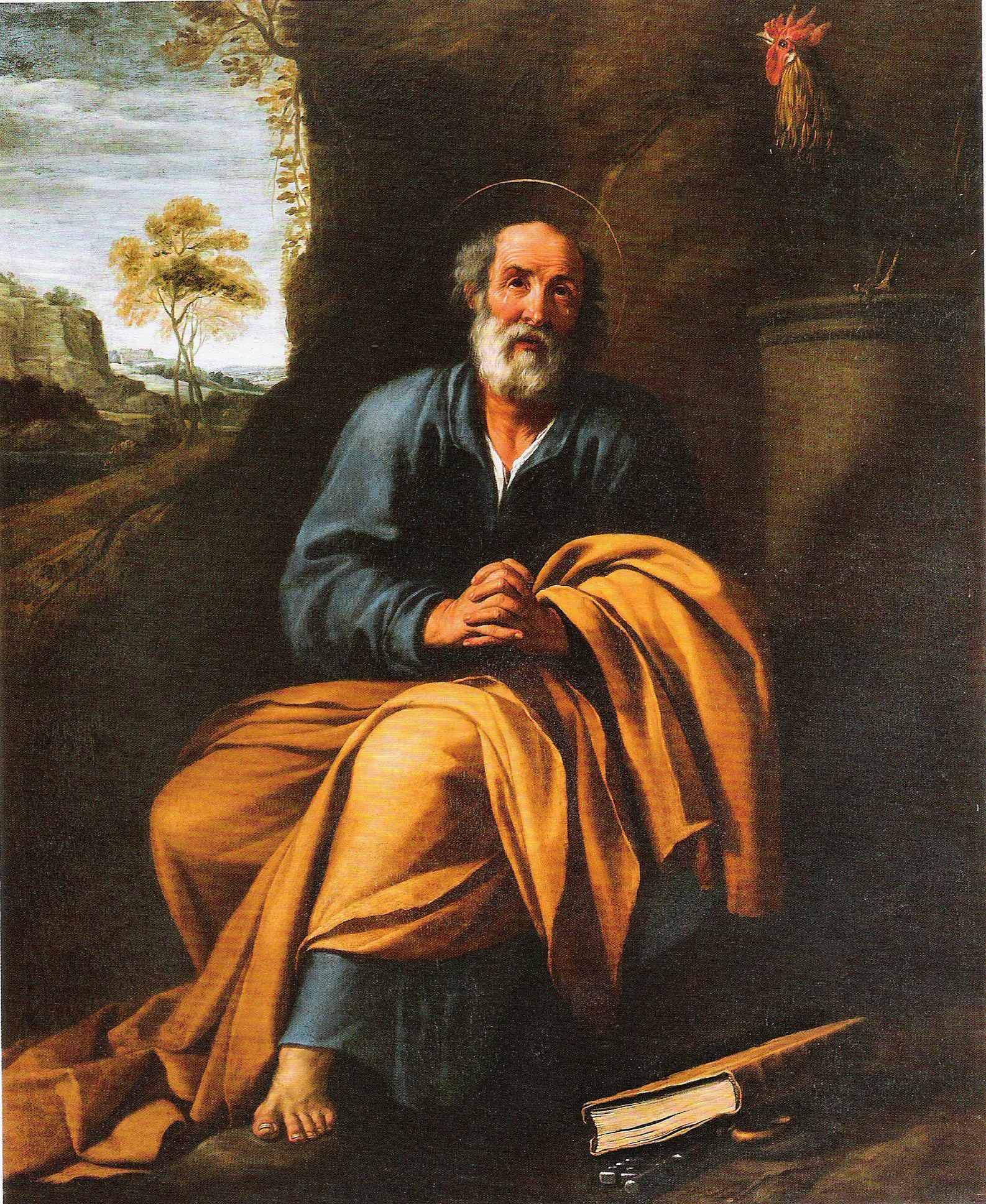
Juan van der Hamen y León, Der reumütige Heilige Peter, 87,3 × 130,8 cm, Öl auf Leinwand, 1625, Real Monasterio de la Encarnación in Madrid
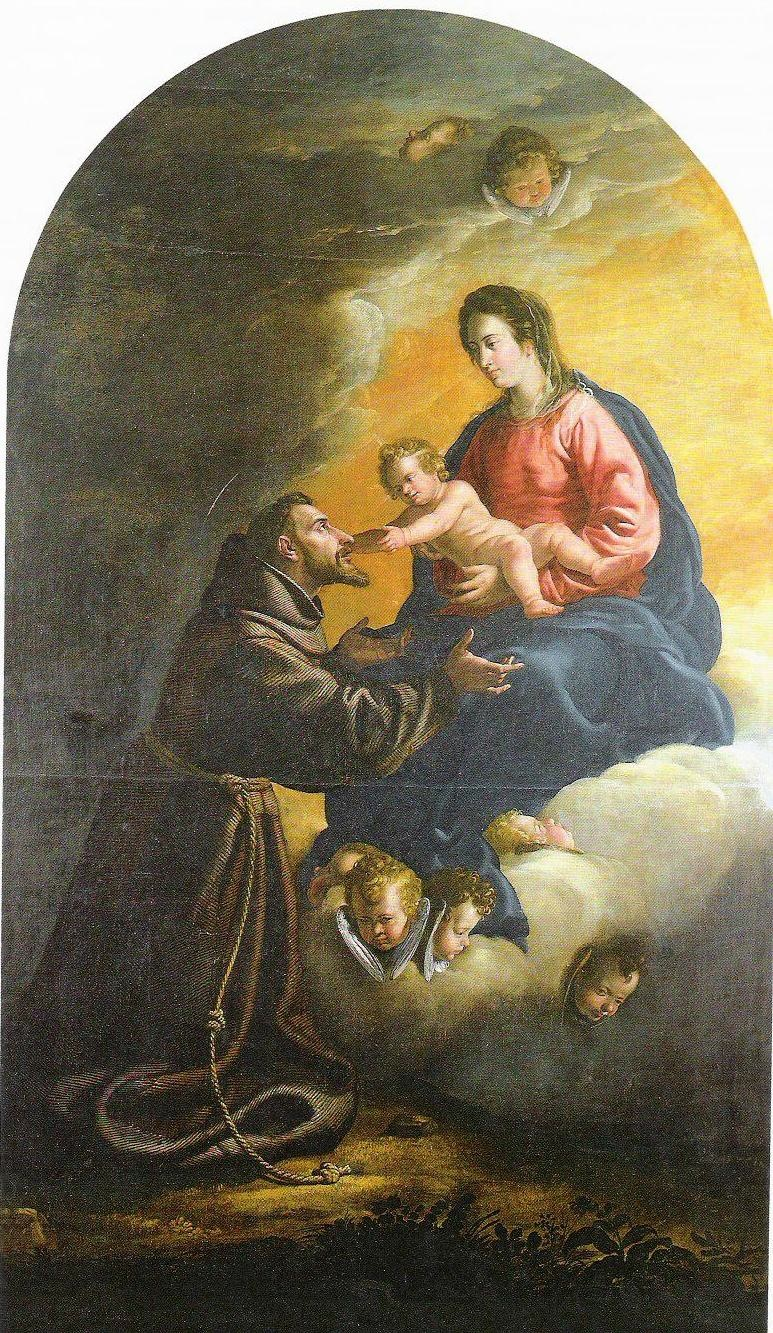
Juan van der Hamen y León, Die Jungfrau präsentiert das Christuskind dem Heiligen Franziskus, 236 × 138 cm, Öl auf Leinwand, Blondeau Associés in Paris
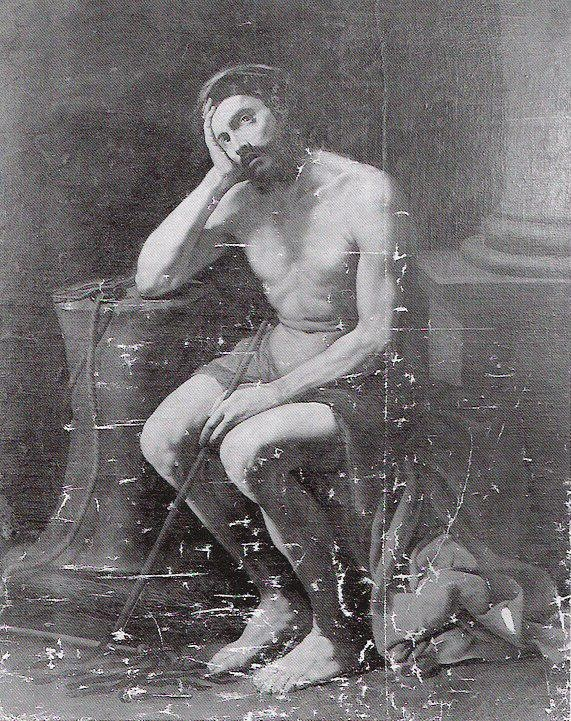
Juan van der Hamen y León, Jesus an der Säule, 165 × 132 cm, Öl auf Leinwand, Privatsammlung

### Landschaften

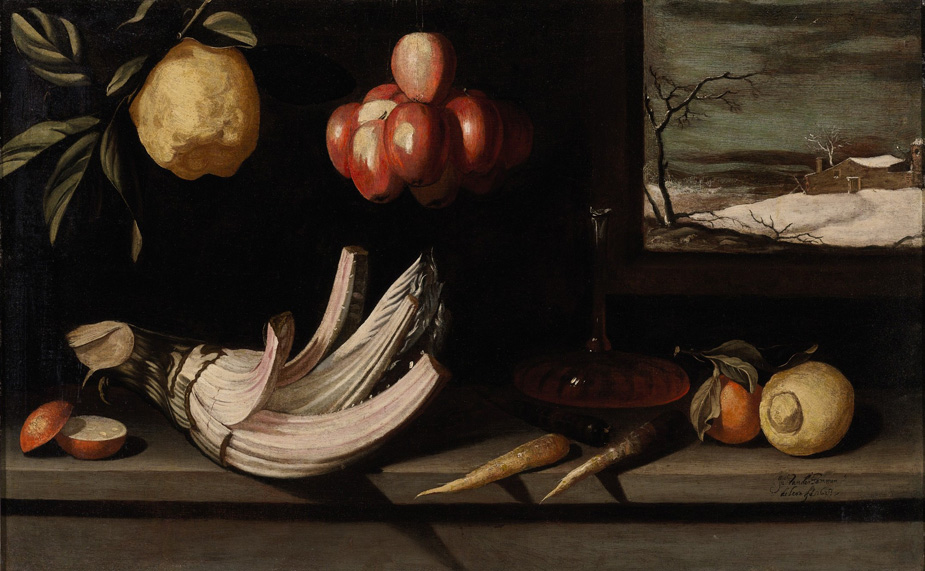
Juan van der Hamen y León, Stillleben mit Kardone und einer Winterlandschaft, 66,5 × 105 cm, Öl auf Leinwand, 1623, Madrid

Juan van der Hamen y León malte Ende der 1620er-Jahre einige der ersten autonomen Landschaftsgemälde in Spanien, die jedoch nicht überliefert sind. Bei der Schätzung seines Studios nach seinem Tod wurden 22 Landschaften gelistet, die zum Teil nicht fertiggestellt waren. Sie hatten recht kleine Formate von 21 oder 28 Zentimeter, fünf von ihnen waren rund.
In einigen seiner Stillleben ist bereits eine Hinwendung zur Landschaft auszumachen wie im Stillleben mit Kardone und einer Winterlandschaft oder in den beiden Stillleben mit Obstschale, Vögeln und Fensterausblick. Von diesen wird auf das mögliche Aussehen seiner eigenständigen Gemälde dieses Genres geschlossen. Eigenständigen Landschaften kommen die Girlanden mit Landschaft am nächsten. Sie zeigen beide in den intakten Teilen des Bildes eine leichte und lebendige Malweise, die eine atmosphärische Wirkung erzeugen. Beide zeigen zudem, dass van der Hamen verschiedene Typen der Landschaft beherrschte. Einmal eine nördliche Landschaft im Bild des Hood Museum of Art des Dartmouth College, während das Gemälde im Meadows Museums der Southern Methodist University eine eher klassische Landschaft zeigt. Mit diesen Landschaftsdarstellungen ist Juan van der Hamen denen von Francisco Collante, der ungefähr zur selben Zeit mit diesem Genre begann, und denen seines Freundes Pedro Núñez de Valle nahe. Abgesehen davon wurden auch die Hintergründe seiner Historiengemälde herangezogen, um auf die eigenständigen Landschaften zu schließen. So zeigen Johannes der Täufer beim Gebet, Johannes der Täufer und Der reumütige Heilige Peter jeweils recht unterschiedliche, stimmungsvolle Landschaften, die relativ frei ausgeführt worden waren.
María van der Hamen y León besaß bei ihrer Hochzeit 1639 noch 13 Landschaftsgemälde ihres Vaters. Eine Landschaft befand sich 1638 im Besitz von Juan María Forno, dem Hausmeier von Giovanni Battista Crescenzi, zwölf weitere tauchten 1642 im Sammlungsinventar von Gregorio Guión auf. Heute sind keine reinen Landschaften van der Hamens mehr bekannt.

## Rezeption

### Künstlerische Nachwirkung
Nach dem Tod Juan van der Hamen y Leóns muss es für einige Zeit weitere Aktivitäten in seinem Atelier in der Calle de Fuentes gegeben haben. Sonst wäre die Existenz einer größeren Anzahl von Stillleben, die eindeutig in seiner Tradition standen und gleiche Vorlagen verwendeten, nicht zu erklären. Die wichtigste Figur in diesem Zusammenhang ist Antonio Ponce, der bei van der Hamen ausgebildet worden war und in dessen Familie eingeheiratet hatte. Von ihm stammt eine Vielzahl von Stillleben, die sehr direkt auf Vorlagen van der Hamens Bezug nehmen und dessen Stil weitestgehend nachahmen. Dabei erreichte er nicht die Virtuosität seines Meisters, seine Blüten etwa wirken nicht so lebendig. Besonders charakteristisch dafür ist eine Serie von Monatsbildern, in der sehr viele Motive Juan van der Hamens auftauchen. In seinem Stillleben mit Süßigkeitenschachteln und Fruchtteller nahm Ponce deutlich Bezug auf Schachteln und Glas mit Süßigkeiten. Dieser sehr direkte Bezug in einer Vielzahl von Werken weist nach Meinung von Jordan darauf hin, dass Ponce wenig Originalität besaß oder sich erst mit der Zeit von seinem Meister und dessen Werkstatt emanzipieren musste.
Daneben gibt es drei weitere Stillleben, die eventuell von Francisco van der Hamen y León, dem Sohn Juan van der Hamens, stammen. Nach seiner Heirat im Alter von 18 Jahren im Jahr 1634 übernahm er die Vorzeichnungen seines Vaters. Der Stil und die Komposition unterscheiden sich stark von den Monatsbildern Ponces. Die Stillleben sind symmetrisch gestaltet und zeigen hängende Früchte. Sie stehen in Tradition der Werke Juan van der Hamens, reichen in der Ausführung aber nicht an diese heran. Da jedoch kein signiertes Gemälde von Francisco van der Hamen y León bekannt ist, kann die Hypothese seiner Autorenschaft nicht bestätigt werden.
Weiterhin gibt es drei Gemälde, die von einem nicht bekannten Künstler geschaffen wurden, und van der Hamens zwei Allegorien ergänzten. Sie sind stilistisch und kompositorisch nicht ähnlich, nehmen aber den Eindruck dieser Werke auf. Der Künstler kopierte jedoch die Figur des Vertumnus in seiner Allegorie des Sommers. Insgesamt stehen diese Werke eher dem Stil eines Peter Paul Rubens nahe.

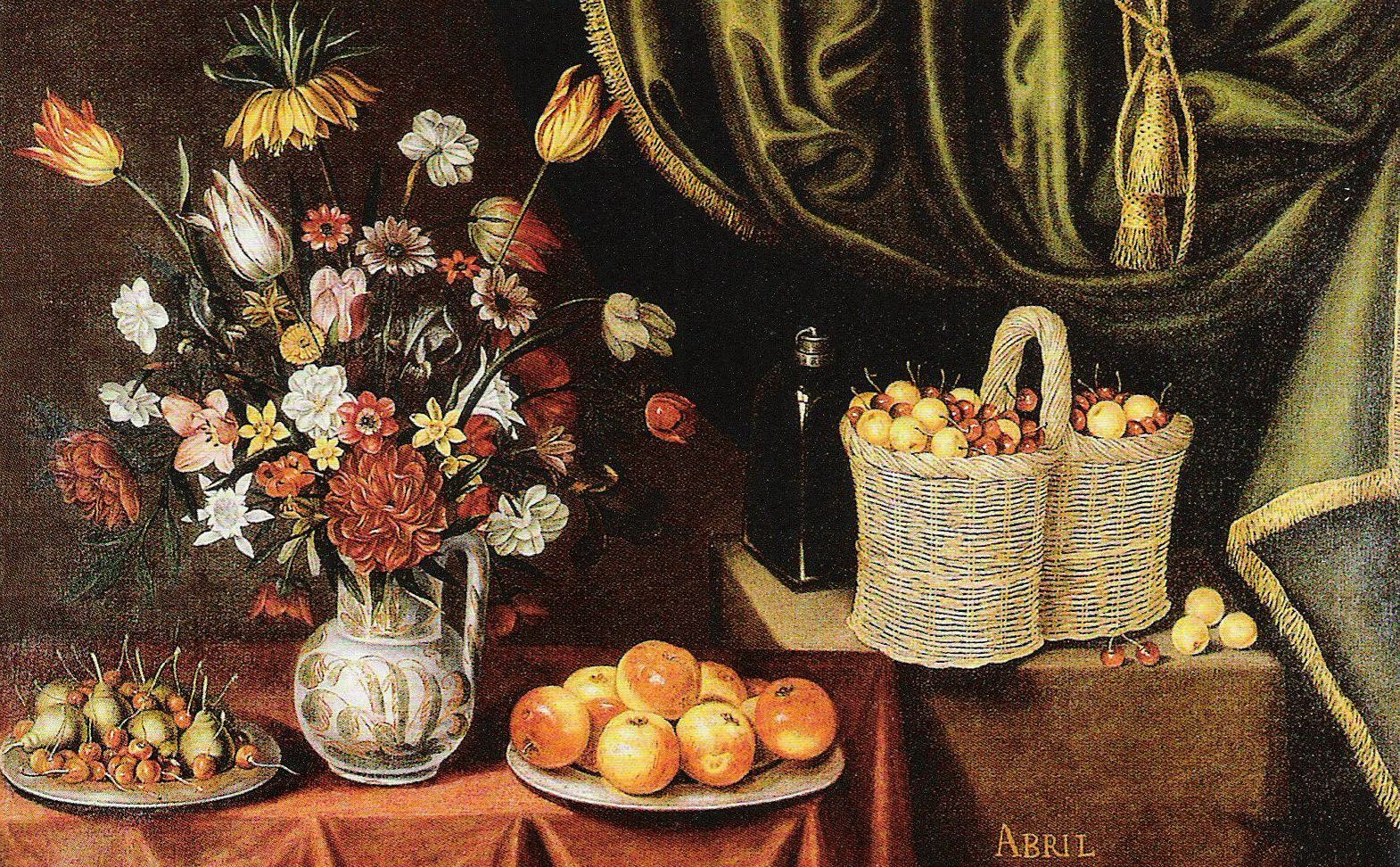
Antonio Ponce, Der Monat April, Privatsammlung
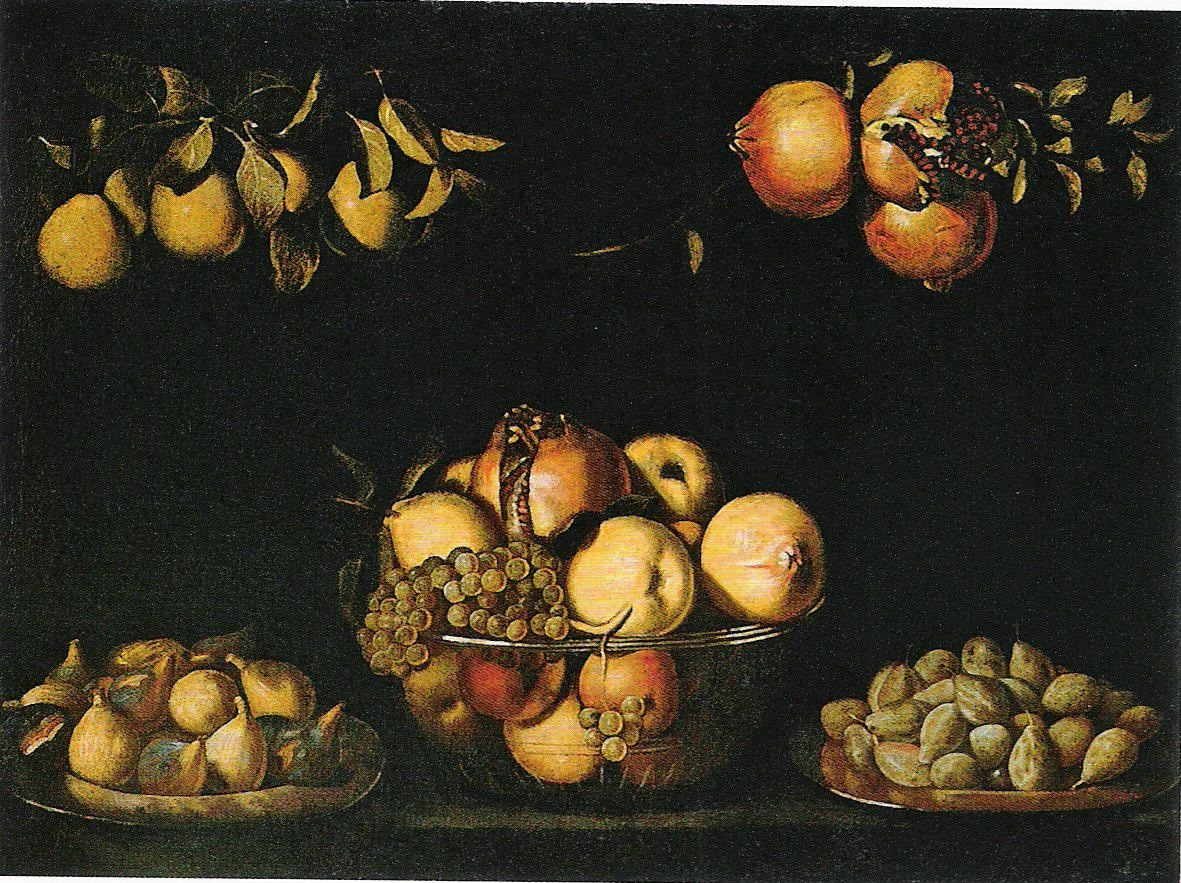
Francisco van der Hamen y León(?), Stillleben mit gläserner Fruchtschale und hängenden Früchten, 72 × 97,5 cm, Öl auf Leinwand, Privatsammlung

### Zeitgenössische Bewertung
Juan Pérez de Montalbán schrieb über Juan van der Hamen y León in seinem 1632 erschienenen Werk Para todos: „Juan van der Hamen y León gehörte zu den gefeiertsten Malern unseres Jahrhunderts, weil er in seinen Zeichnungen, Gemälden und erzählenden Werken die Reife selbst übertraf. Und neben seiner Einzigartigkeit in seiner Kunst verfasste er außergewöhnliche Verse, die die Wechselbeziehung zwischen Malerei und Poesie belegten. Er starb sehr jung, aber durch die Früchte sowie die Porträts und großen Leinwände, die er zurückließ, können wir schließen, dass er der größte spanische Maler wäre, würde er noch leben.“ Im Para todos beschrieb de Montalbán bedeutende Persönlichkeiten am Madrider Hof, wobei Juan van der Hamen y León der einzige Maler in dieser Auswahl war. Daneben lobten auch weitere Autoren wie Luis de Góngora, Gabriel Bocángel, Lope de Vega und sein Bruder Lorenzo van der Hamen y León die künstlerischen Fähigkeiten van der Hamens.
Der Kunsttheoretiker Francisco Pacheco del Río führte Juan van der Hamen y León in seinem 1649 erschienenen Werk Arte de la pintura als Beispiel für Maler hervorragender Blumen- und Fruchtstillleben auf. Er schrieb: „Auch ich habe diese Übung und die der Blumenmalerei ausprobiert und erachte sie für nicht sehr schwierig. Juan van der Hamen malte sie überaus gut, und noch besser malte er die Süßigkeiten, womit er mit dieser Malerei die Figuren und Porträts, die er machte, übertraf, was ihm, zu seiner Verärgerung, größere Berühmtheit eintrug.“ Diese geschilderte Verärgerung van der Hamens ließe sich auf die Gleichsetzung von gemaltem Gegenstand und Realmodell zurückführen und von der Geringschätzung dieser Gattung in den meisten kunsttheoretischen Schriften. Es ließe sich aber auch ein Bezug auf die Zeuxis-Legende feststellen. Vicente Carducho und Rodrigo de Holanda maßen bei der Beurteilung der Stillleben neben der Naturnachahmung dem Rekurs auf die Antike große Bedeutung bei. Van der Hamen wurde in diesem Zusammenhang als der Maler angesehen, der die antike Stilllebenkunst in die Neuzeit überführte und dies in seiner Kunst tat und die Antikenrezeption nicht bloß in der Ekphrasis beließ.

## Forschungsgeschichte
Für lange Zeit beruhten die über Juan van der Hamen y León bekannten Informationen vor allem auf der Arbeit von Julio Cavestany de Anduaga, der 1935 die erste große und bedeutende Ausstellung zum spanischen Stillleben, Floreros y bodegones en la pintura española, kuratierte. Die anlässlich dieser Ausstellung herausgegebene und infolge des Spanischen Bürgerkrieges erst 1940 veröffentlichte Publikation war bis in die 1960er-Jahre maßgeblich. 1962 veröffentlichte José López Navío das Inventar der Sammlung des Marqués de Leganés, in dem er auch weitere Informationen zu van der Hamen y León als Porträt- und Stilllebenmaler beisteuerte. 1965 wurden zudem die religiösen Gemälde van der Hamen y Leóns der Öffentlichkeit und Forschung zugänglich gemacht, als das Patrimonio Nacional den Konvent Real Monasterio de la Encarnación öffnete. Dass sich dort Werke van der Hamens befinden, wurde bereits 1917 von Elías Tormo publiziert.
Der Kunsthistoriker William B. Jordan beschäftigte sich seit den 1960er-Jahren intensiv mit Juan van der Hamen y León. Seine zweibändige Dissertation aus dem Jahr 1967 war eine frühe Monographie zu diesem Maler, ist aber nur in wenigen großen Kunstbibliotheken verfügbar. In ihr hat Jordan erstmals den dreistufigen Kompositionstypus benannt. Er wertete zudem neues Archivmaterial aus wie van der Hamens Nachlass und Dokumente betreffend der Versorgung seiner Kinder im Archivo de Protocolos de Madrid, seine Ehedokumente im Archiv des Madrider Erzbischofs und Dokumente bezüglich seiner Position am Hof im Archivo General de Simanca und dem Archiv des Königspalastes in Madrid. Zudem fand Jordan im Archiv des Erzbischofpalasts von Grenada genealogische Dokumente zu Jan van der Hamens Bruder Lorenzo, die auch Informationen zu den anderen Familienmitgliedern enthielten. Somit konnte Jordan erstmals eine umfassende gesicherte Biographie van der Hamens vorlegen. In der Folge unternahm er mehrere Spanienaufenthalte mit dem Ziel eine weitere Monographie vorzulegen, die er aber nicht abschloss. Er konnte jedoch in den Katalogen „Spanish Stil Life in the Golden Age 1600–1650“ (Fort Worth, Kimbell Art Museum, 1985) und „Spanish Still Life from Velázquez to Goya“ (London, National Gallery, 1995) die Erkenntnisse zu van der Hamen aktualisieren. Jordan kuratierte mit „Juan van der Hamen y León and the Court of Madrid“, die 2005 und 2006 in Madrid und Dallas zu sehen war, die erste monographische Ausstellung zu diesem Künstler. In ihr wurde erstmals van der Hamen y Leóns Schaffen als Historienmaler und Porträtist gleichberechtigt den Stillleben gegenübergestellt. Zudem stellte Jordan einige potentiell ihm zuzuschreibende Werke vor. Der anlässlich dieser Ausstellung erschienene Katalog ist die aktuellste Monographie zu Juan van der Hamen y León. William B. Jordan verfolgte bis zu seinem Tod das Projekt eines Werkverzeichnisses zu Juan van der Hamen y León.